# تويوتا هايلوكس
تويوتا هايلوكس هي سيارة نقل صغيرة تنتجها شركة تويوتا للسيارات.
يعتبر طراز هايلوكس هو راية تويوتا في فئة سيارات النقل الصغيرة حيث لاقت نجاحاً واسعاً حول العالم خصوصاً في منطقة الشرق الأوسط والخليج العربي وشمال أفريقيا خاصة في ليبيا والجزائر تحديداً. كما نجحت أيضاً بالولايات المتحدة حتى تم تغيير اسمها إلى تويوتا تاكوما عام 1995م في أمريكا الشمالية. سميت النسخة المغطاة من طراز هايلوكس بـ 4 رنر بالولايات المتحدة وسميت بـ هايلوكس-سيرف في باليابان، إلا ان 4 رنر الآن تعتبر من طرازات SUV.وتعتبر تويوتا هايلكس من اسرع سيارات النقل الصغيرة في العالم اد تصل سرعة محرك d4d ال200 كلم/س والمحرك الأول 5l-e diesel ال180 كلم/س.
تم عرض هايوكس كبديل لشاحنات Toyota Crown وToyota Corona وToyota Corona Mark II في اليابان، حيث تم تغيير موقع Crown و Corona و Corona Mark II كسيارات ركاب.
على الرغم من اسم «هيلوكس»، إلا أنها كانت سيارة فاخرة فقط عند مقارنتها بـ Stout . تم تصميم وتجميع هيلوكس من قبل شركة هينو موتورز لتحل محل السيارة السابقة التي اشتُق منها هايلكس، والتي تسمى بريسكا  في مكانة تحت ستاوت الأكبر والأقدم - فقد حلت محل ستاوت بالكامل في بعض الأسواق. بالنسبة لسوق أمريكا الشمالية، كان نمط الجسم الوحيد عبارة عن سرير قصير بمقصورة القيادة العادية وكلها كانت ذات دفع خلفي. لقد استخدمت إعدادًا نموذجيًا للشاحنة من أذرع A ونوابض لولبية في المقدمة ومحور حي مع نوابض أوراق في الخلف. كان ناقل الحركة اليدوي رباعي السرعات قياسيًا.

## الأجيال
بدأ إنتاج السيارة في سنة 1968. ومرت تويوتا هايلوكس بعدة أجيال حققت نجاحاً ساحقاً في سوق سيارات النقل الخفيف
وكان بداية نجاحها وصولها للأسواق العالمية عام 1978 م وتتالت بعدها الأجيال المميزة وبشاصيه موحد تقريبا باستثناء بعض التعديلات نسردها كما يلي:
1980-1983 شكل موحد وبتعديلات طفيفه
1984-1988 تم تغيير الشكل وأصبح أكثر ديناميكية وعملية وتم تغيير المحرك في موديل 1988 إلى محرك R21 ذو سعة 2400 سي سي والذي احدث تغييرا جذريا في تاريخها لا سيما ان ناقل السرعة ذو 4 سرعات الذي جعل قوتها جبارة بالنسبة لسيارات البيك أب في زمانها
1989-1997 تم تغيير الهيكل الخارجي والمحرك وناقل السرعة والديكور الداخلي وتعتبر من أهم محطات أجيالها نظرا للتصميم الراقي والقوة والمواصفات المتوفرة فيها وفي موديل 1997 تم تغيير (الديلكو) إلى ديلكو كهربائي
1998-2001 جيل جديد وقوي ومبدع وجبار حيث تم تغيير الشكل الخارجي والداخلي وأصبحت السعة الداخلية للسيارة أكبر وقد زودت بمحرك 2700 سي سي وهي أقوى سيارة نقل خفيف في وقتها حيث لم يوجد منافس لها بنفس سعة المحرك
2002-2005 تم تغيير الواجهة الأمامية ونظام ضخ الوقود حيث كانت في جميع أجيالها الماضية تعتمد نظام الحقن المباشر وتم تغييرها في هذا الجيل بنظام البخاخ الإلكتروني المباشر الذي زاد قوتها واقتصادها في الوقود وهي من أكثر الأجيال شعبية وكذلك هي آخر جيل من هايلوكس صنع في اليابان
2006-2012 آخر جيل إلى هذا الوقت تغيرت فيه السيارة تغييرا جذريا في التصميم والتعليق الأمامي وأنظمة المحرك ويتميز هذا الجيل بخفة الوزن وقوة المحرك الجبارة والتسارع القوي حيث أنها مزودة بنظام توقيت الصمام الذكي الذي يزود من اقتصاد الوقود vvt-i وتم تغيير مساعدات نظام التعليق الامامي بنوابض مدعومه مما زاد في الراحة الداخلية في المقصورة وثبات السيارة على الطريق في السرعات العالية وتم تغيير ناقل الحركة إلى ناقل منخفض المدى في السرعات المنخفضة مما يزيد ثباتها في المنخفضات القوية ويزيد من قوتها في المرتفعات القوية التي قد تحتاج إلى الدفع الرباعي ويتميز هذا الجيل بالتوفير العالي للوقود بالمقارنة بالانواع الأخرى.
في مايو 1972،  تم تقديم طراز عام 1973 هايلكس، المعين RN20. الملقب بـ "RokeHi" (ロ ケ ハ イ)، وهو عبارة عن حامل لـ "Rocket Hilux"، ويتميز بتصميم داخلي أكثر راحة مع تحديثات خارجية. أ 2.25 متر (7.4 قدم) «سرير طويل» كان خيارًا لأول مرة في أسواق أمريكا الشمالية، على الرغم من أن مثل هذا الإصدار كان متاحًا في جميع أنحاء العالم منذ أبريل 1969. حصل هذا على رمز الهيكل "RN25". كان محرك 2.0 لتر 18R متاحًا في اليابان أيضًا، مع توفر ناقل حركة أوتوماتيكي بثلاث سرعات كخيار. تمكن الطراز الأوتوماتيكي سعة 2.0 لتر من الحصول على 136.1 كيلومتر في الساعة (84.6 ميل/س) «لطيف» السرعة القصوى في اختبار الطريق الذي تم إجراؤه في جنوب إفريقيا، على الرغم من المطالبة 89 كيلوواط (121 PS؛ 119 حصان).
تم إعادة تصميم هايلكس بشكل جذري في عام 1975 ليكون أكبر مع زيادة في المعدات القياسية. في أمريكا الشمالية، كان الإصدار الجديد يعني أيضًا تقديم الإصدار الأكبر بكثير (2.2 L) محرك 20R وحزمة القطع الراقية SR5. أصبح ناقل الحركة اليدوي بخمس سرعات اختياريًا. في أمريكا الشمالية، تم إلغاء اسم Hilux بشكل كامل لصالح "Truck" بحلول ذلك العام، بعد أن تم حذفه من الكتيبات والحملات الإعلانية، بدءًا من عام 1973. بدأ بعض مصنعي الحافلات في أمريكا الشمالية ببناء منازل تويوتا من طراز هايلكس.

### الجيل الثالث
تم تقديم هيلوكس المعاد تصميمه في أغسطس 1978،  مع متغير دفع رباعي تم تقديمه في يناير 1979. كان الطراز الأحدث ذا أبعاد مماثلة لسابقه، لكن المسارين الأمامي والخلفي كانا أوسع. كان التغيير الآخر هو تغيير التعليق الأمامي من نوابض لولبية إلى تصميم قضيب التواء، مع تصميم عظم الترقوة المزدوج. متغير الدفع الرباعي - غير متوفر مع أي محركات أصغر من محرك "18R" سعة 2 لتر - يتميز ببعض التقنيات الشائعة مع تويوتا لاند كروزر الأكبر. كان محورها الأمامي تصميمًا حيًا ينبثق من الأوراق على عكس النوع الأكثر شبهاً بالسيارات المستخدم في هايلوكس ذات الدفع الخلفي. توقف إنتاج طرازات الدفع الرباعي في يوليو 1983، لكن بعض الاختلافات في الدفع الثنائي استمرت في الإنتاج بالتوازي مع طرازات الجيل التالي. تم تقديم محرك الديزل فئة L على طرازات الدفع الثنائي اعتبارًا من سبتمبر 1979 وأيضًا على بدائل الدفع الرباعي التي بدأت في مارس 1983. في اليابان، انضمت هيلوكس إلى تويوتا MasterAce الجديدة كليًا، لتقاسم مهام حمل الحمولة التي تم بيعها في مواقع متجر تويوتا جنبًا إلى جنب مع هايلكس.
استلمت السوق الأسترالية في الأصل محرك سعة 1.6 لتر 12R في طرازات الدفع الخلفي، في حين أن طرازات الدفع الرباعي بها محرك سعة 2 لتر 18R-C مع 63 كيلوواط (86 PS). تم بناء كل ذلك على قاعدة عجلات أطول، مع هيكل سيارة بيك أب أو هيكل كابينة. كانت السرعة القصوى لسيارة هايلكس 4WD الأسترالية 130 كيلومتر في الساعة (81 ميل/س).
في أسواق أمريكا الشمالية، شهدت هيلوكس (المعروفة باسم البيك أب) استخدام الدفع الرباعي. كان لديه محور أمامي صلب وتعليق أوراق. شهد الهيكل إعادة تصميم تضمنت مصابيح أمامية مستديرة واحدة وهيكل أقل تعقيدًا. تميز إعداد الدفع الرباعي الجديد هذا بحافظة نقل RF1A مدفوعة بالعتاد. تعتبر حالة النقل هذه فريدة من نوعها حيث يمكن تكرار جزء التخفيض منخفض المدى الخاص بها، باستخدام ما يشير إليه البعض على أنه حالة نقل مزدوجة أو ثلاثية. ينتج عن هذا نسبة تروس أقل بكثير. كانت أول هايلكس متوفرة مع ناقل حركة أوتوماتيكي في ذلك السوق.
في عام 1981، تم إبرام اتفاقية لتطوير المركبات بين Toyota وWinnebago Industries واثنين من مصممي خدمات ما بعد البيع الآخرين. كان هذا للسماح لشركة Toyota بدخول سوق سيارات الدفع الرباعي في أمريكا الشمالية. المركبات التي نتجت عن هذا التعاون هي Trekker (Winnebago) و Wolverine و Trailblazer (Griffith). استخدم الثلاثة كابينة وشاسيه Hilux 4 × 4 RV ، وقسم خلفي مصنوع بالكامل من الألياف الزجاجية (كان لدى Trailblazer سرير فولاذي مع سطح من الألياف الزجاجية). أدت أعمال البحث والتطوير على Trekker إلى تطوير 4Runner / Hilux Surf ، والذي تم تقديمه في عام 1984.

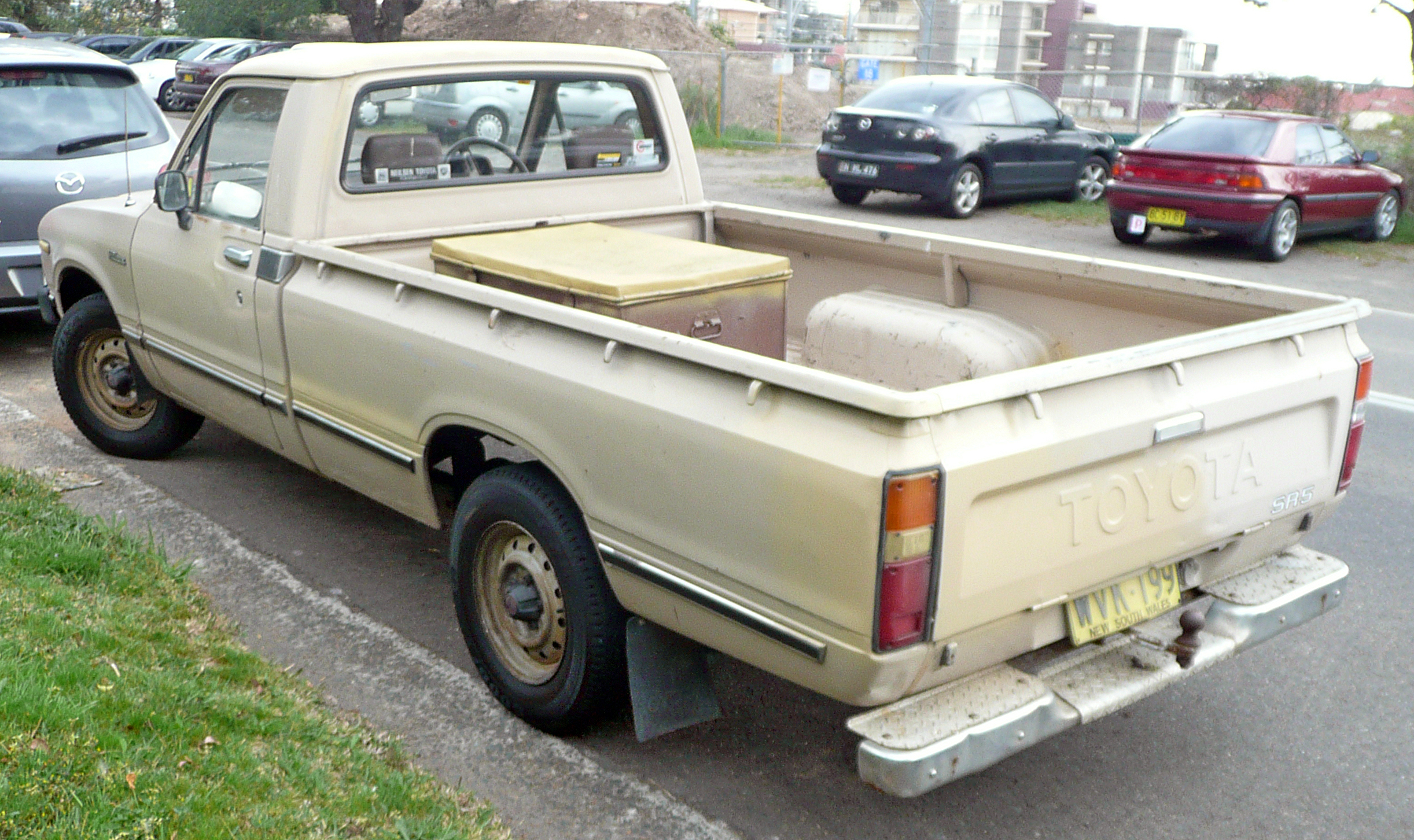
تويوتا هيلوكس SR5 بابين (موديل أسترالي)

قرب نهاية فترة إنتاج SR5 (سنة نموذج 1983½)، قدمت تويوتا طراز Mojave الفاخر للسوق الأمريكية كنموذج إنتاج محدود (3500 وحدة) مع خيارات غير متوفرة في أي سيارة بيك أب أخرى من تويوتا. مع قائمة أسعار 8٬308 دولار أمريكي ،  كانت تحتوي على مقاعد دلو، وراديو متعدد الإرسال بسماعتين، ومصدات أمامية وخلفية من الكروم، وشعارات تويوتا محذوفة على الشبكة أو الباب الخلفي. كان التحكم في السرعة والتوجيه المعزز وتكييف الهواء اختياريًا. كان مدعومًا بـ SR5's القياسي 2.4 لتر (150 بوصة3) مضمنة أربعة محرك. في تايلاند، تم بيع هذا الطراز باسم تويوتا هايلوكس سوبر ستار.

## المحركات
- 1968-1971: 1.5 لام (1,490 سم مكعب) 2R I4 [6]
- 1971-1972: 1.6 لام (1,587 سم مكعب) 12R I4 [6]
- 1969: 1.9 لام (1,897 سم مكعب) 3R I4 ، 85 حصان (63 كـو؛ 86 PS)
- 1970-1972: 1.9 لام (1,858 سم مكعب) 8R عمود الكامات العلوي  [لغات أخرى]‏ I4 ، 97 حصان (72 كـو؛ 98 PS)
- 1972: 2.0 لام (1,968 سم مكعب) 18R عمود الكامات العلوي  [لغات أخرى]‏ I4 ، 108 حصان (81 كـو؛ 109 PS)
  - 1972-1978: 1.6 إل (1587 سم مكعب) 12R I4 ، 83 حصان متري (61 كـو) (SAE الإجمالي، اليابان)، [7] 67 حصان متري (49 كـو) (SAE net ، تصدير عام)
  - 1973-1978: 2.0 إل (1968 سم مكعب) 18R I4 ، 105 حصان متري (77 كـو) (SAE الإجمالي، اليابان) [6][14]
    - 1978-1983: 1.6 لتر (1,587 سم مكعب) 12R SOHC I4 ، 80 حصان متري (59 كـو) عند 5200 دورة في الدقيقة و 12.5 كيلو غرام·متر (123 ن·م) من عزم الدوران عند 3000 rpm (RN30 / 40، اليابان) 51 كيلوواط (69 PS؛ 68 حصان) عند 5200 دورة في الدقيقة [9]
    - 1981-1983: 1.8 لترات يدوي، 4 سرعات (أستراليا)
    - 1978-1983: 2.0 لتر (1968.1 لتر) سم مكعب) 18R SOHC I4 ، 89 حصان متري (65 كـو) عند 5000 دورة في الدقيقة و 14.8 كيلو غرام·متر (145 ن·م) من عزم الدوران عند 3600 rpm (1983 المواصفات الأوروبية) [15]
    - 1978-1980: 2.2 لتر (2189 سم مكعب) 20R SOHC I4 ، 67 كيلوواط (91 PS؛ 90 حصان) عند 4800 دورة في الدقيقة و 122 رطل قوة-قدم (165 ن·م) من عزم الدوران عند 2400 دورة في الدقيقة
    - 1981-1983: 2.4 لتر (2,366 سم مكعب) 22R SOHC I4 ، 72 كيلوواط (98 PS؛ 97 حصان) عند 4800 دورة في الدقيقة و 129 رطل قوة-قدم (175 ن·م) من عزم الدوران عند 2800 دورة في الدقيقة
    - 1979-1983: 2.2 لتر ديزل I4، 46 كيلوواط (63 PS؛ 62 حصان) عند 4200 دورة في الدقيقة و 93 رطل قوة-قدم (126 ن·م) من عزم الدوران (سرير طويل 5 فقط في الولايات المتحدة)، LN30 / 40

## الجيل الرابع (N50 ، N60 ، N70 ؛ 1983)

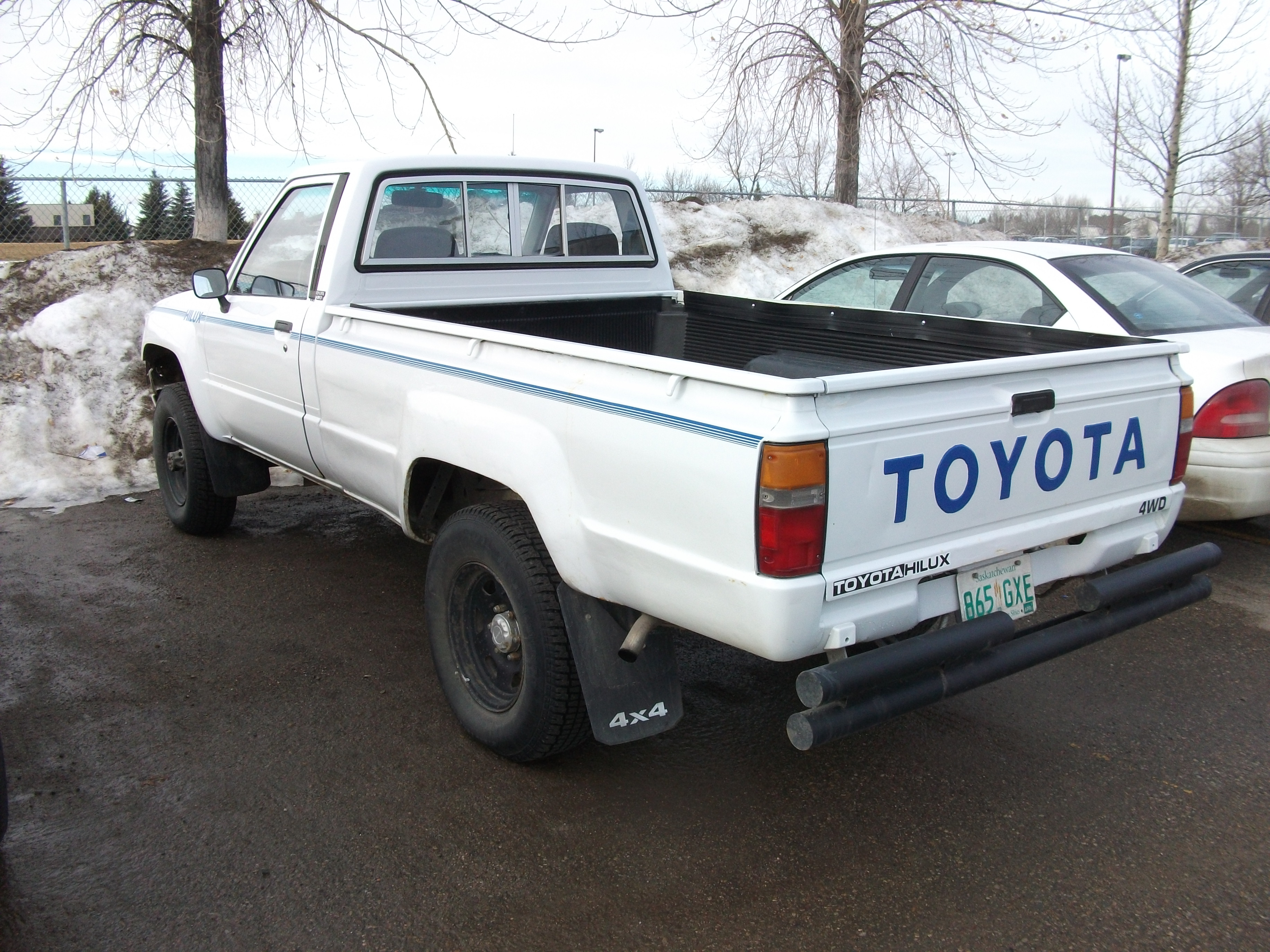
تويوتا هيلوكس 4WD (منظر خلفي)

قدمت إعادة التصميم في أغسطس 1983 (التي تم بيعها كنموذج عام 1984 للسيارات في أمريكا الشمالية) خيار Xtracab الممتد للكابينة، مع مساحة ست بوصات خلف المقعد للتخزين داخل الكابينة. حملت هذه الطرز محرك 22R مكربنًا بينما شهد موديل 1984 أيضًا إدخال محرك 22R-E الذي تم حقنه بالوقود. كما تم تقديم محركي ديزل، 2L و 2L-T بشاحن توربيني. تم إيقاف المحركات في الولايات المتحدة بعد عام 1986، ويرجع ذلك إلى توقعات الأداء الأعلى من العملاء والتوافر الواسع للبنزين الرخيص. شهد العام التالي تقديم خيار شاحن توربيني، 22R-TE ، ربما بسبب المنافسة المتزايدة من نيسان التي عرضت بالفعل شاحنة V6 في هذا الوقت. تم استبدال المحور الأمامي الصلب بتعليق أمامي مستقل / قضيب التواء في طراز 4 × 4 في عام 1986، وفصل تفاضلي تلقائي اختياري للترس التفاضلي الأمامي (بديل لمحاور القفل الأوتوماتيكي). كان عام 1985 هو العام الأخير لمحرك 22R والمحور الأمامي الصلب في معظم الأسواق. سيبقى المحور الأمامي الصلب في طراز الجيل الخامس 4x4 LN106 حتى عام 1997. كانت المحاور الأمامية الصلبة موجودة في جميع طرازات تويوتا 4x4 حتى عام 1986.
في أواخر عام 1986 بالنسبة لعام 1987، خضعت الشاحنة لعملية إعادة تصميم بسيطة داخلية وخارجية، تضمنت شبكة جديدة، ومصد أمامي جديد مكون من قطعة واحدة، ومقصورة داخلية محدثة بألواح أبواب عالية كاملة مع درزات من الجلد الصناعي على القاعدة و DLX الموديلات، كان محيط مجموعة العدادات أكثر تقريبًا وظهر عليه درزات من الجلد الصناعي، وظهرت لوحة القيادة بصينية أقصر من الموديلات السابقة، وتم تغيير عجلات القيادة من الأسود إلى الرمادي أو الأحمر أو البني أو الأزرق حسب اللون الداخلي، كان إطار الراديو أيضًا مطابقًا للون مع بقية الأجزاء الداخلية، وقد تم تغيير النمط الموجود على الوجه من نمط الشبكة إلى الخطوط الأفقية، كما تم تغيير مرايا الأبواب الخارجية للحصول على مظهر أكثر انسيابية، تم أيضًا إعادة تصميم واجهة أدوات التحكم في السخان. تم تقديم محرك V6 في عام 1988. استندت سيارة 4Runner التي تتخذ من هايلكس مقراً لها والتي دخلت أستراليا وأمريكا الشمالية والمملكة المتحدة على هذا الجيل من Hilux ؛ في بعض الأسواق الأخرى، مثل اليابان، كان يطلق عليه اسم Hilux Surf .
قدمت تويوتا جيلًا جديدًا من هايلوكس في معظم الأسواق في أواخر عام 1988، لكن الجيل الرابع ظل في الإنتاج حتى عام 1997 في جنوب إفريقيا. ونقلت الشركة أن هذا يرجع إلى «قوانين المحتوى» الجنوب أفريقية التي جعلت الاستمرار في إنتاج الجيل الرابع من هايلكس أرخص، بدلاً من إعادة تجهيز المصنع لطراز الجيل الخامس.

### المحركات
| سنوات التقويم | سعة           | الشفرة    |
| ------------- | ------------- | --------- |
| 1983-1987     | 2,366 سم مكعب | 22R       |
| 1983-1985     | 2,188 سم مكعب | إل        |
| 1983-1988     | 2446 سم مكعب  | 2 لتر     |
| 1986-1988     | 2446 سم مكعب  | 2L-T      |
| 1983-1988     | 2,366 سم مكعب | 22R-E     |
| 1985-1986     | 2,366 سم مكعب | 22R-TE    |
| 1987 -        | 2,958 سم مكعب | 3VZ-E     |
| 1983–         | 1,626 سم مكعب | سنة واحدة |
| 1983–         | 1,998 سم مكعب | 3 س       |
| 1985–         | 2,237 سم مكعب | 4 س       |

| المميزات                     | قوة                                                     | عزم الدوران                                              | تعليقات                |
| ---------------------------- | ------------------------------------------------------- | -------------------------------------------------------- | ---------------------- |
| عمود الكامات العلوي ‏ I4      | 72 كيلوواط (98 PS؛ 97 حصان) عند 4800 دورة في الدقيقة    | 174 نيوتن لكل متر (128 قدم·رطل) عند 2800 دورة في الدقيقة |                        |
| I4 ديزل                      | 46 كيلوواط (63 PS؛ 62 حصان) عند 4200 دورة في الدقيقة    | 126 نيوتن لكل متر (93 قدم·رطل) عند 2200 دورة في الدقيقة  | (سرير طويل 5 ريال فقط) |
| I4 ديزل                      | 62 كيلوواط (84 PS؛ 83 حصان) عند 4200 دورة في الدقيقة    | 122 رطل قوة-قدم (165 ن·م) عند 2200 دورة في الدقيقة       |                        |
| حقن الوقود التوربيني I4 ديزل | 69 كيلوواط (94 PS؛ 93 حصان) عند 4000 دورة في الدقيقة    | 159 رطل قوة-قدم (216 ن·م) عند 2400 دورة في الدقيقة       |                        |
| حقن وقود SOHC I4             | 78 كيلوواط (106 PS؛ 105 حصان) عند 4800 دورة في الدقيقة  | 185 نيوتن لكل متر (136 قدم·رطل) عند 2800 دورة في الدقيقة |                        |
| حقن الوقود التوربيني SOHC I4 | 101 كيلوواط (137 PS؛ 135 حصان) عند 4800 دورة في الدقيقة | 234 نيوتن لكل متر (173 قدم·رطل) عند 2800 دورة في الدقيقة |                        |
| حقن الوقود V6                | 112 كيلوواط (152 PS؛ 150 حصان) عند 4800 دورة في الدقيقة | 180 رطل قوة-قدم (244 ن·م) عند 2400 دورة في الدقيقة       |                        |
| I4                           |                                                         |                                                          |                        |
| I4                           |                                                         |                                                          |                        |
| OHV I4                       | 70 كيلوواط (95 PS؛ 94 حصان) عند 4400 دورة في الدقيقة    | 182 نيوتن لكل متر (134 قدم·رطل) عند 3000 دورة في الدقيقة |                        |

## الجيل الخامس (N80 ، N90 ، N100 ، N110 ؛ 1988)
قدمت إعادة التصميم التالية، في عام 1988، خيار قاعدة العجلات الأطول، 122 بوصة (3,099 مـم) بدلاً من 103 بوصة (2,616 مـم) لقاعدة العجلات العادية. قضت
جدران صندوق الحمولة المكونة من قطعة واحدة على اللحامات المعرضة للصدأ التي تم العثور عليها في الطرز السابقة. حاز محرك V6 Xtracab SR5 على جائزة شاحنة العام من مجلة Motor Trend في ذلك العام. تتميز Xtra Cabs الآن بمساحة أكبر خلف المقاعد الأمامية مقارنة بالجيل الأخير الذي سمح بمقاعد القفز الاختيارية للركاب الخلفيين، وهي ميزة تتماشى أكثر مع المنافسين في ذلك الوقت.
في عام 1991، بدأ الإنتاج في أمريكا الشمالية في مصنع NUMMI في فريمونت ، كاليفورنيا. تلقت هيلوكس عملية تجميل طفيفة في عام 1991 (لطراز عام 1992)، والتي كانت عبارة عن تغيير في الشبكة يتضمن شعار تويوتا الجديد الذي تم اعتماده مؤخرًا

خلال هذا الجيل، أوقفت تويوتا إنتاج طراز هايلكس في الولايات المتحدة، واستبدلت بها تاكوما الجديدة لعام 1995.

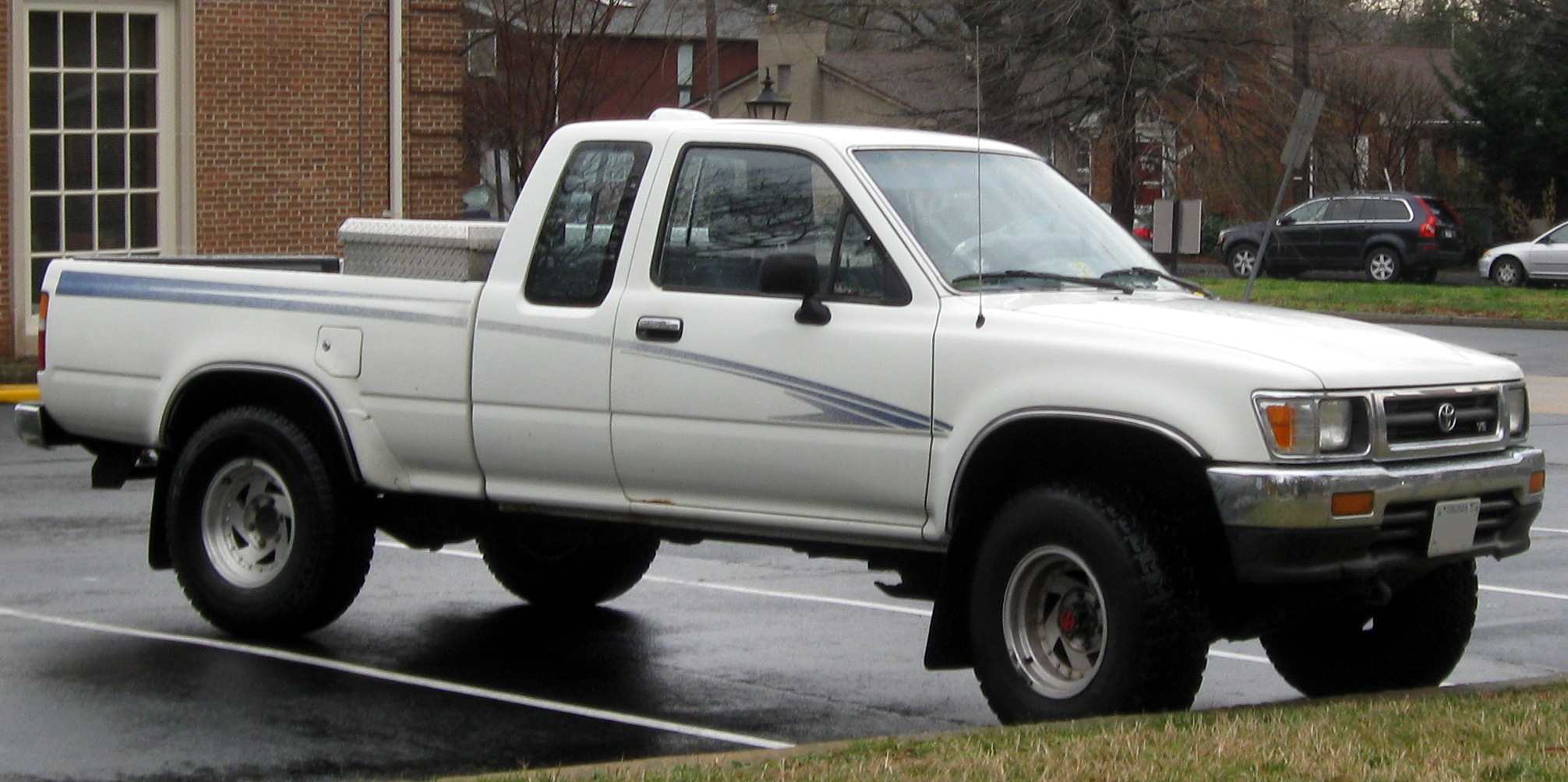
1991-1997 تويوتا هايلوكس V6 إكسترا كابينة
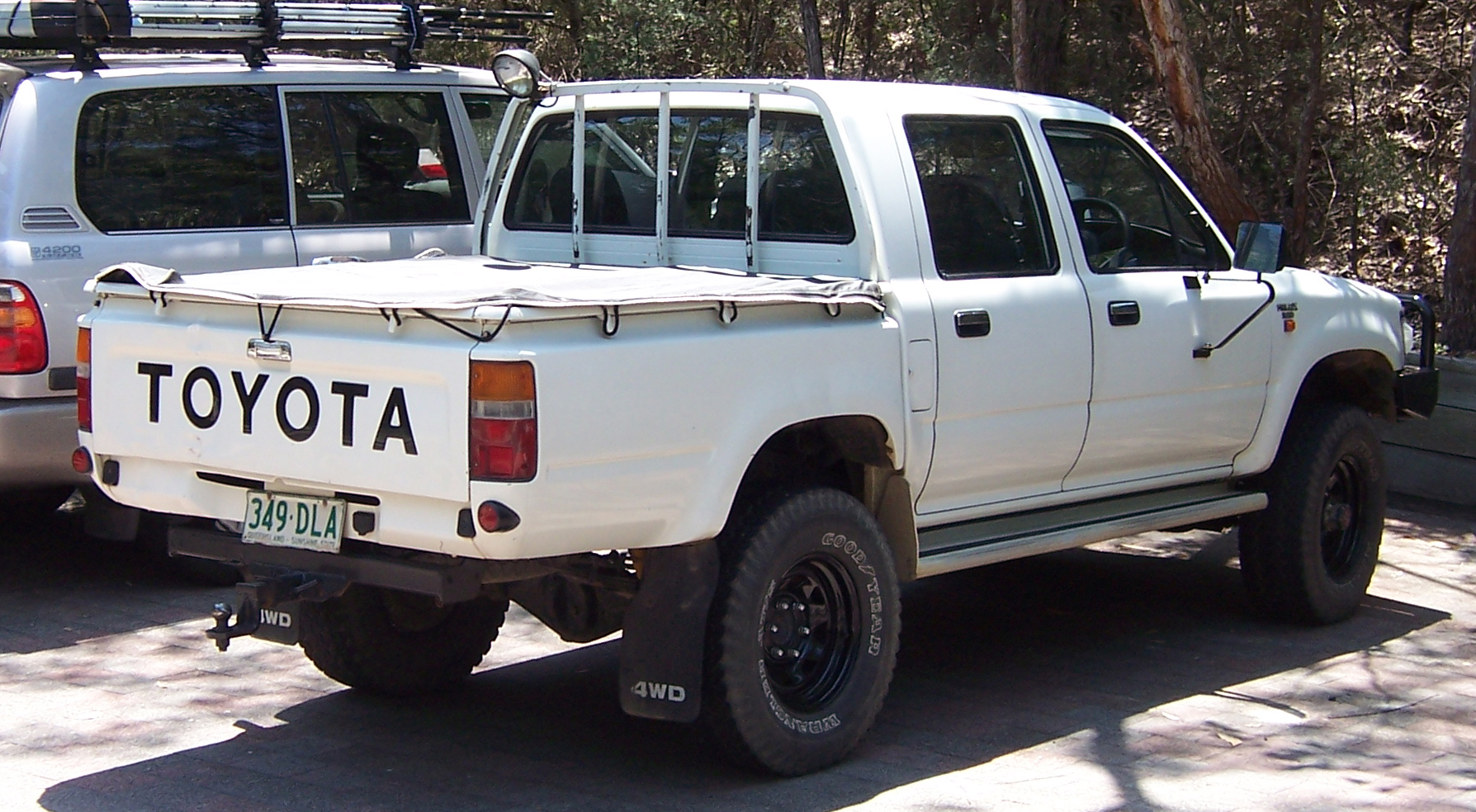
1991-1997 تويوتا هايلوكس DX 4 أبواب
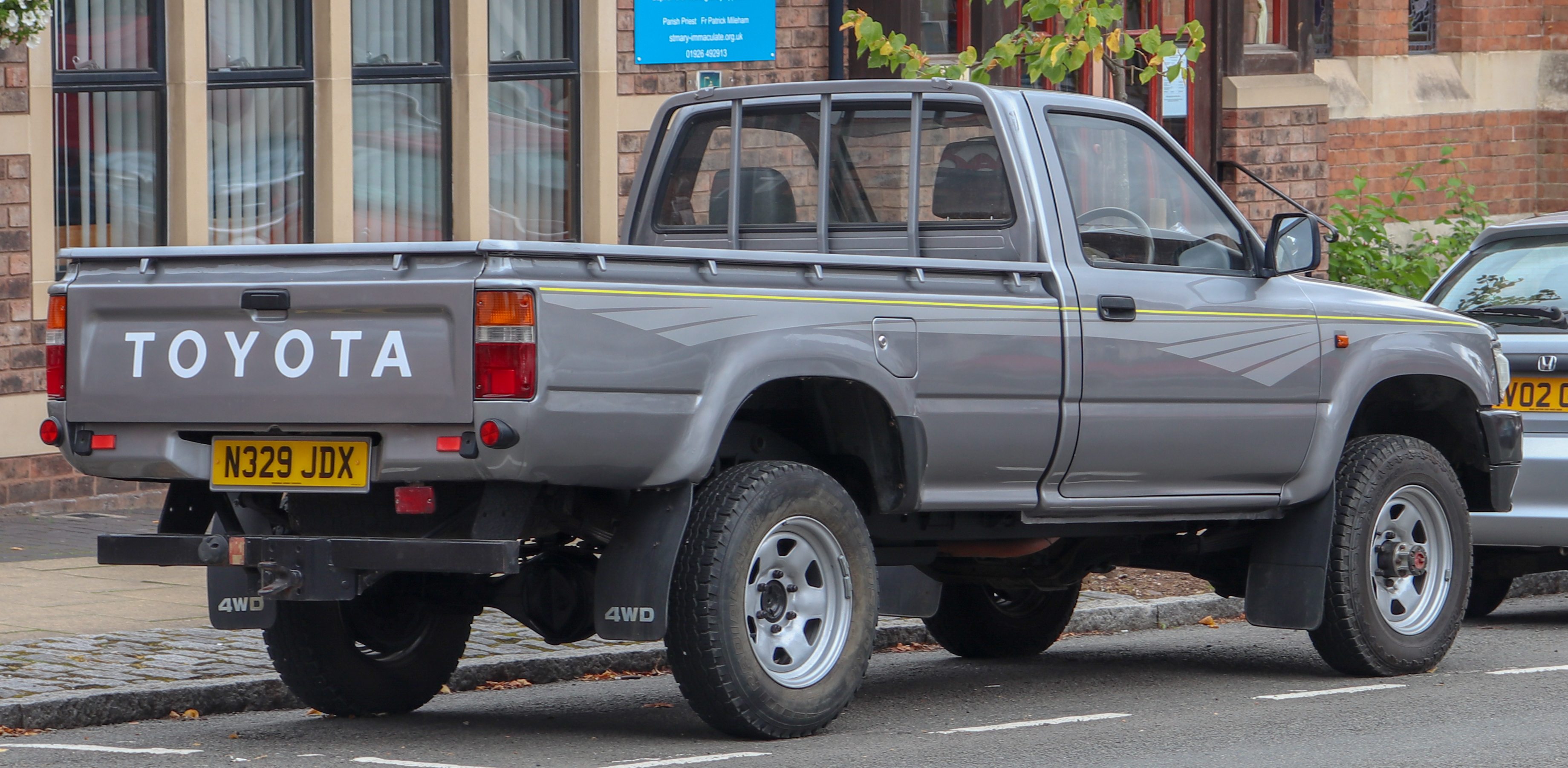
1994-1997 تويوتا هايلوكس 4X4 ديزل
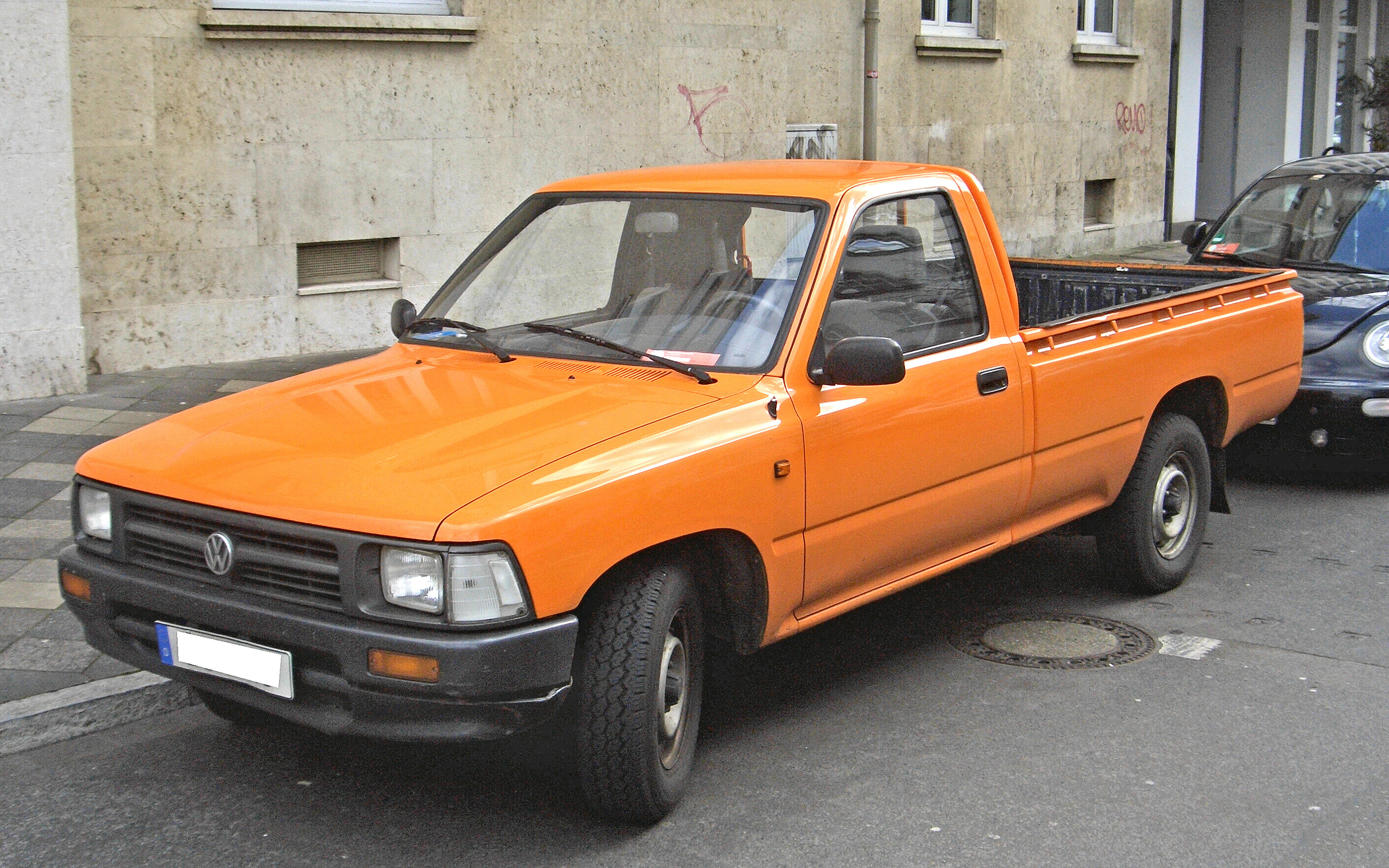
فولكس فاجن تارو
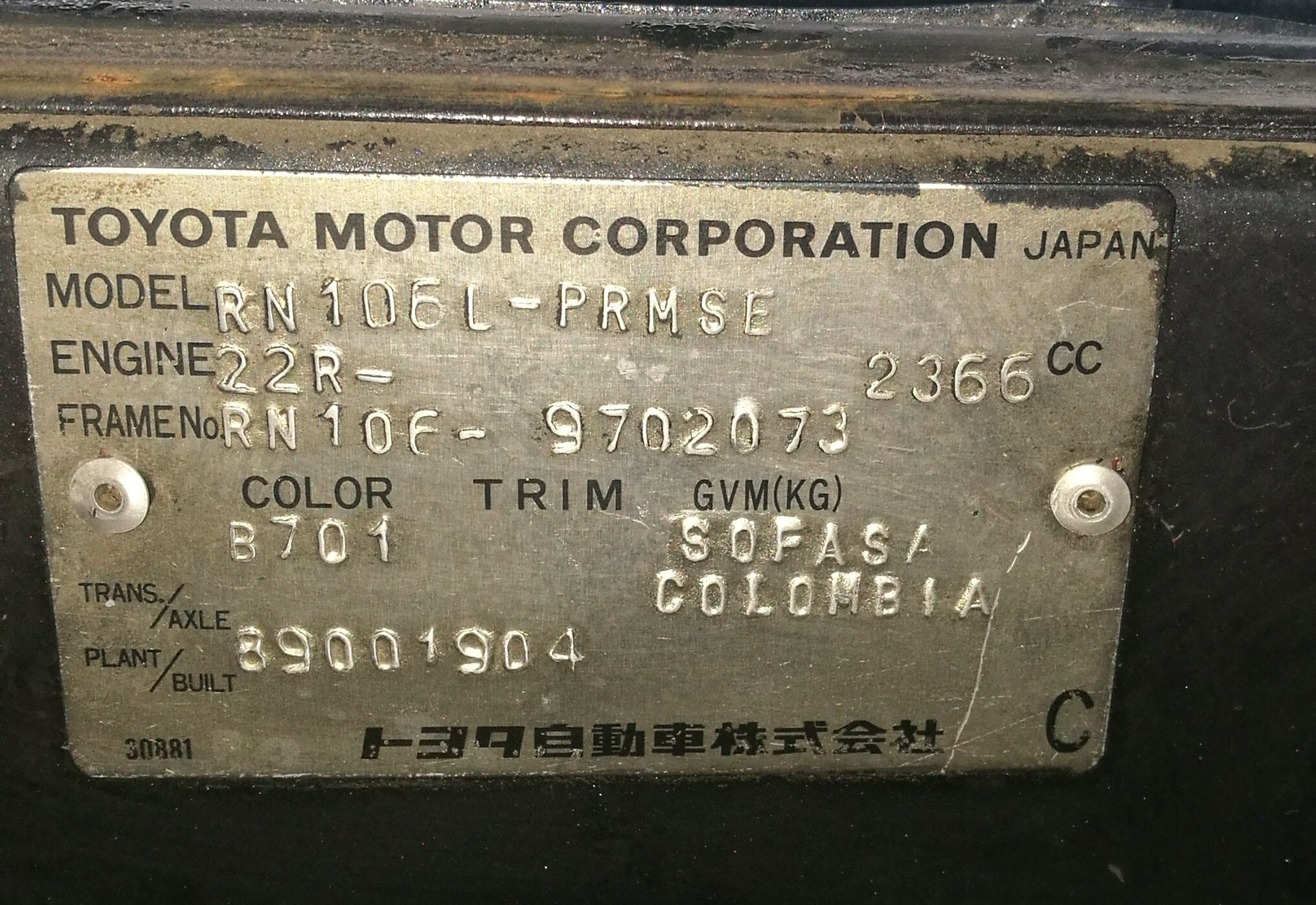
تويوتا هيلوكس RN106 1998 صوفاسا لوحة مع معلومات VIN

### المحركات
- 1988-1995: 1,812 سنتيمتر مكعب (1.8 ل) 2Y-U I4 ، 58 كيلوواط (79 PS؛ 78 حصان) عند 5000 دورة في الدقيقة 140 نيوتن لكل متر (100 قدم·رطل) عند 3200 دورة في الدقيقة
- 1988-1995: 1,812 سنتيمتر مكعب (1.8 ل) 2Y I4، 61 كيلوواط (83 PS؛ 82 حصان) عند 4800 دورة في الدقيقة 140 نيوتن لكل متر (100 قدم·رطل) عند 2800 دورة في الدقيقة (أسواق التصدير) [18]
- 1989-1997: 2,366 سنتيمتر مكعب (2.4 ل) 22R عمود الكامات العلوي  [لغات أخرى]‏ I4 ، 81 كيلوواط (110 PS؛ 109 حصان) عند 5000 دورة في الدقيقة و 187 نيوتن لكل متر (138 قدم·رطل) عند 3400 دورة في الدقيقة
- 1989-1997: 2,366 سنتيمتر مكعب (2.4 ل) 22R-E عمود الكامات العلوي  [لغات أخرى]‏ EFI I4 ، 84 كيلوواط (114 PS؛ 113 حصان) عند 4600 دورة في الدقيقة و 192 نيوتن لكل متر (142 قدم·رطل) عند 3400 دورة في الدقيقة
- 1989-1995: 2,958 سنتيمتر مكعب (3.0 ل) 3VZ-E V6 ، 112 كيلوواط (152 PS؛ 150 حصان) عند 4800 دورة في الدقيقة
- 1989-1997: 2,446 سنتيمتر مكعب (2.4 ل) 2L-II ديزل I4 ، 66 كيلوواط (90 PS؛ 89 حصان) عند 4200 دورة في الدقيقة و 167 نيوتن لكل متر (123 قدم·رطل) عند 2400 دورة في الدقيقة [19]
- 2,779 سنتيمتر مكعب (2.8 ل) 3 لتر ديزل I4 ، 67 كيلوواط (91 PS؛ 90 حصان) عند 4000 دورة في الدقيقة و 188 نيوتن لكل متر (139 قدم·رطل) عند 2400 دورة في الدقيقة

قامت فولكس فاجن ببناء وتسويق هايلكس تحت اسم فولكس فاجن تارو من فبراير 1989 إلى مارس 1997.
تم بيع هذا الجيل من هيلوكس في تايلاند باسم Toyota Hilux Mighty-X.

#### المبيعات في أمريكا الجنوبية
- كولومبيا والإكوادور وفنزويلا: تم إنتاج هيلوكس في كولومبيا من 1994 إلى 1997 بواسطة شركة Sofasa المجهزة بمحرك بنزين 22R-E 2.4 لتر. بالنسبة لهذه الأسواق، كان رقم طراز مقصورة الدفع الرباعي المزدوجة هو RN106 - بدلاً من الرقم القياسي LN106-.
- للمبيعات في الأرجنتين والبرازيل وأوروغواي، تم إنتاج هيلوكس في الأرجنتين من عام 1997 حتى عام 2005 (مصنع زارات - محركات البنزين والديزل).
- للمبيعات في بوليفيا وشيلي وباراغواي وبيرو، تم استيراد Hilux من المصانع في اليابان من 1989 إلى 1997 (محركات البنزين والديزل).

كانت الخيارات المتاحة لهذه الأسواق هي:
- هيكل كابينة أحادي (محركات بنزين دفع ثنائي، دفع رباعي) (كولومبيا والإكوادور)
- سرير طويل بمقصورة واحدة (2WD ، 4WD ، محركات البنزين والديزل - جميع أسواق أمريكا الجنوبية؛ محرك الديزل غير متوفر في كولومبيا والإكوادور وفنزويلا)
- Xtracab (دفع ثنائي، دفع رباعي، بنزين - بوليفيا فقط)
- كابينة الطاقم (دفع ثنائي، دفع رباعي، محركات بنزين وديزل - جميع أسواق أمريكا الجنوبية؛ محرك ديزل غير متوفر في كولومبيا والإكوادور وفنزويلا)

#### أمريكا الشمالية
في أمريكا الشمالية، استمر بيع هايلكس ببساطة باسم «تويوتا بيك أب». كانت هناك مجموعة واسعة من الموديلات المتاحة (باستثناء طراز Crew Cab المتوفر دوليًا)، حيث تمزج المحركات ذات الأربع أو الست أسطوانات، والأسرة الطويلة والقصيرة، و Xtracabs العادية، وناقل الحركة اليدوي والآلي، والدفع ثنائي أو رباعي. كانت سعة الشحن نموذجية 1,640 رطل (740 كـغ) للعجلتين و 1,400 رطل (640 كـغ) لنماذج الدفع الرباعي. تراوحت GVWRs من 2565 2,565 إلى 5,350 رطل (1,163 إلى 2,427 كـغ) . في البداية المستوردة فقط من اليابان، NUMMI بدأت الشاحنات بناؤه الظهور في عام 1990. يبدأ رقم VIN في هذه الشاحنات بـ "4T"، بينما تبدأ الشاحنات اليابانية الصنع بـ "JT". ومع ذلك، فإن بعض الشاحنات التي تم بيعها في الولايات المتحدة خلال الفترة من 1991 إلى 1995 كانت لا تزال تُصنع في اليابان حيث لم يتم تصنيع جميع الإصدارات في كاليفورنيا.
بينما استمر بيع الجيل الخامس من هايلكس في أماكن أخرى من العالم حتى عام 1997، تم استبداله في أمريكا الشمالية بسيارة تاكوما الجديدة بعد عام 1995 المختصر.

## الجيل السادس (N140 ، N150 ، N160 ، N170 ؛ 1997)
تلقت هايلوكس تحديثًا بسيطًا للتصميم لعام 1999 مع إضافة عدد قليل من خيارات المحرك. ثم تم تجديد هايلكس في عام 2001 لطراز عام 2002.
في عام 2005، توقفت تويوتا عن إنتاج شاحنة هيلوكس للسوق اليابانية. كان هذا هو الجيل الأخير من هايلكس الذي يتم بناؤه في اليابان.[بحاجة لمصدر]

### المحركات
- 1998-2001 2.0 L (1,998 سم مكعب) 1RZ-E 8 Valve عمود الكامات العلوي  [لغات أخرى]‏ I4 (طرازات Hilux 'Workmate في أستراليا) (4 × 2)
- 1998-1999 3.0 L (2986 سم مكعب) 5 لتر ديزل I4 ، 72 كيلوواط (98 PS؛ 97 حصان) (4 × 2، 4 × 4)
- 1995-2004 2.4 لام (2,438 سم مكعب) 2RZ-FE 16 صمام عمود الكامات العلوي  [لغات أخرى]‏ I4 ، 106 كيلوواط (144 PS؛ 142 حصان) (4 × 2، 4 × 4)
- 1995-2004 2.7 لام (2,693 سم مكعب) 3RZ-FE 16 صمام عمود الكامات العلوي  [لغات أخرى]‏ I4 ، 112 كيلوواط (152 PS؛ 150 حصان) (4 × 2، 4 × 4) [21]
- 1995-2004 3.4 لام (3,378 سم مكعب) 5VZ-FE 24 صمام عمود الكامات العلوي  [لغات أخرى]‏ V6 ، 142 كيلوواط (193 PS؛ 190 حصان)
- 1998-2001 2.4 L (2,446 سم مكعب) 2L-T مواصفات المملكة المتحدة - توربو ديزل أحادي الصمام 8 صمامات I4 83/62 حصان / كيلوواط عند 4000 دورة في الدقيقة، 16.8 / 165 kg⋅m / N⋅m عند 2200 دورة في الدقيقة (4x4)

#### أسواق أمريكا الجنوبية
تم إنتاج Hilux في كولومبيا للمبيعات في كولومبيا وفنزويلا والإكوادور من 1998 إلى 2005 بواسطة شركة SOFASA (بمحركات البنزين 2.7 فقط لام). في فنزويلا والإكوادور، يُطلق على الهيكل أحادي الدفع ثنائي الدفع / السرير الطويل اسم Stout II. للمبيعات في بوليفيا وتشيلي وباراغواي وبيرو، تم استيرادها من اليابان من عام 1998 حتى عام 2004 (محرك بنزين 2.7 L ، ومحرك ديزل 2.8 لام). لم يتم بيع هذا الطراز في الأرجنتين أو البرازيل لأن الجيل الخامس من هايلكس قد تلقى إعادة تصميم وترقية. تشمل خيارات أسواق أمريكا الجنوبية ما يلي:
- هيكل كابينة أحادي (محركات بنزين ثنائية الدفع، دفع رباعي) (للمبيعات في كولومبيا والإكوادور)
- سرير طويل بمقصورة واحدة (دفع ثنائي، دفع رباعي، محركات بنزين وديزل) (جميع دول أمريكا الجنوبية)
- Xtracab (دفع رباعي ومحركات بنزين وديزل) (في بوليفيا فقط)
- مقصورة الطاقم (2WD ، 4WD ، محركات البنزين والديزل) (جميع دول أمريكا الجنوبية، أطلق عليها اسم Hilux Millenium من عام 2002 حتى الوقت الحاضر)

#### سوق تايلاند

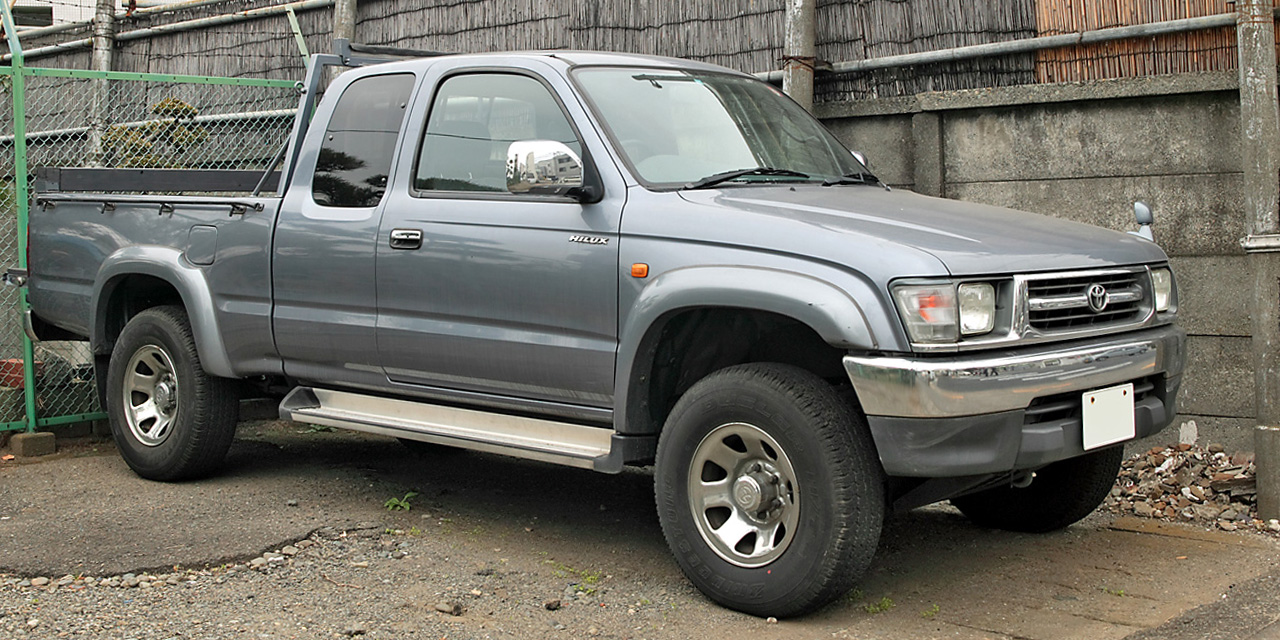
Pickup 4WD Wide Extra Cab Sports 2.7 L (RZN174H)
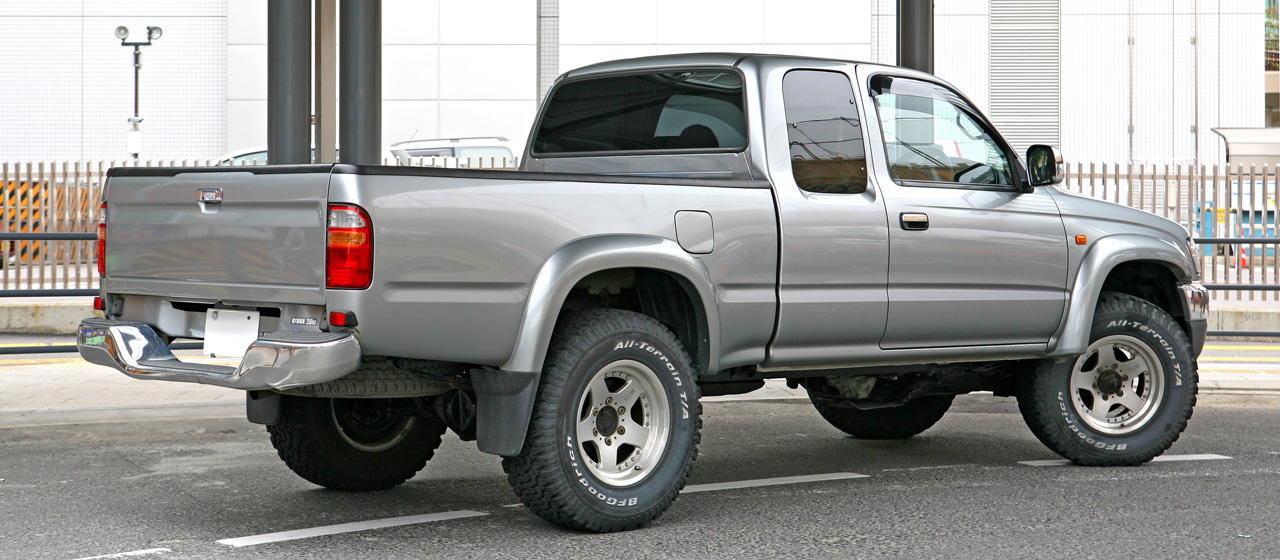
Pickup 4WD Wide Extra Cab Sports 2.7 L (RZN174H)
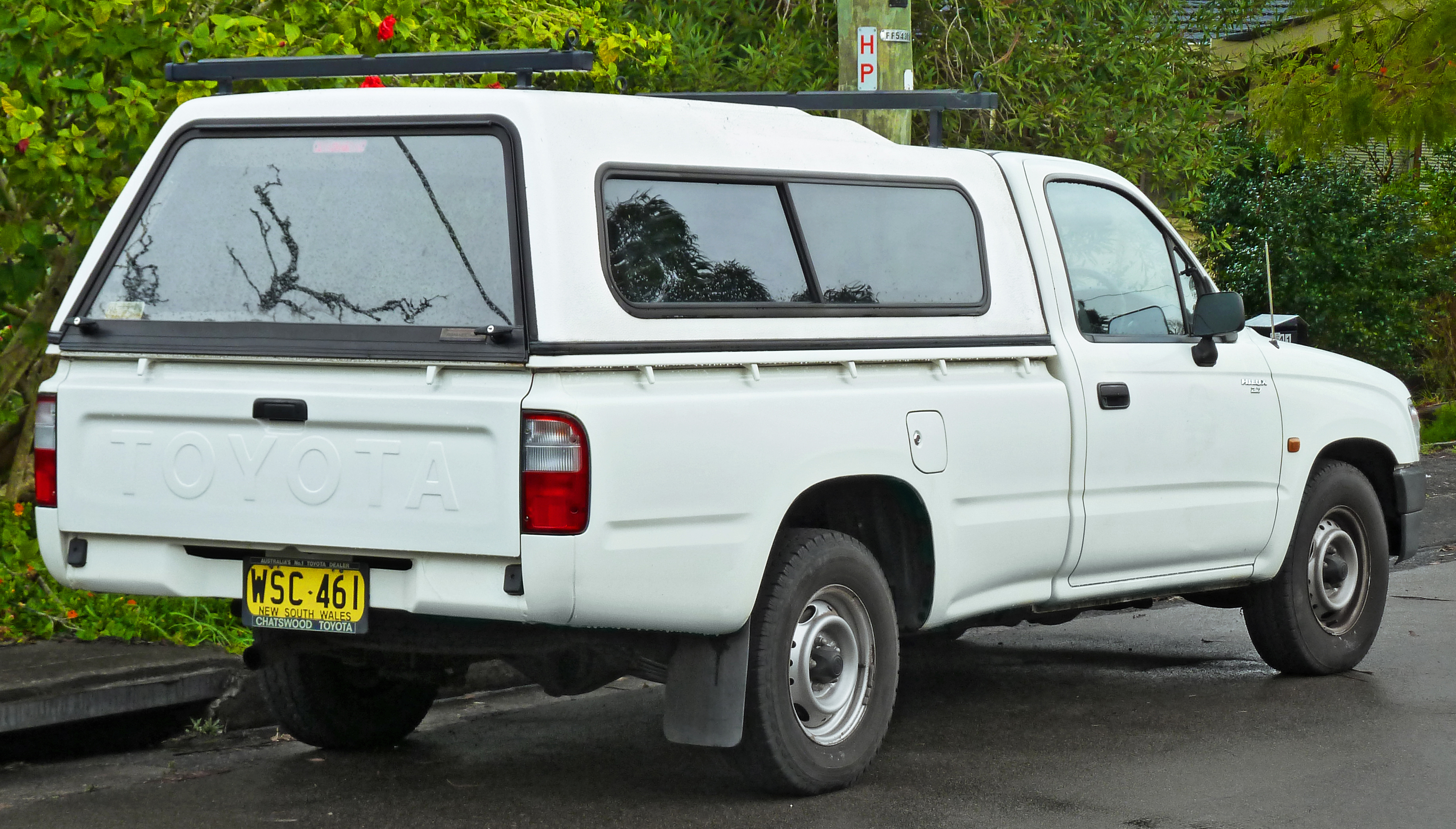
1997-2001 تويوتا هيلوكس ببابين (RZN149R)
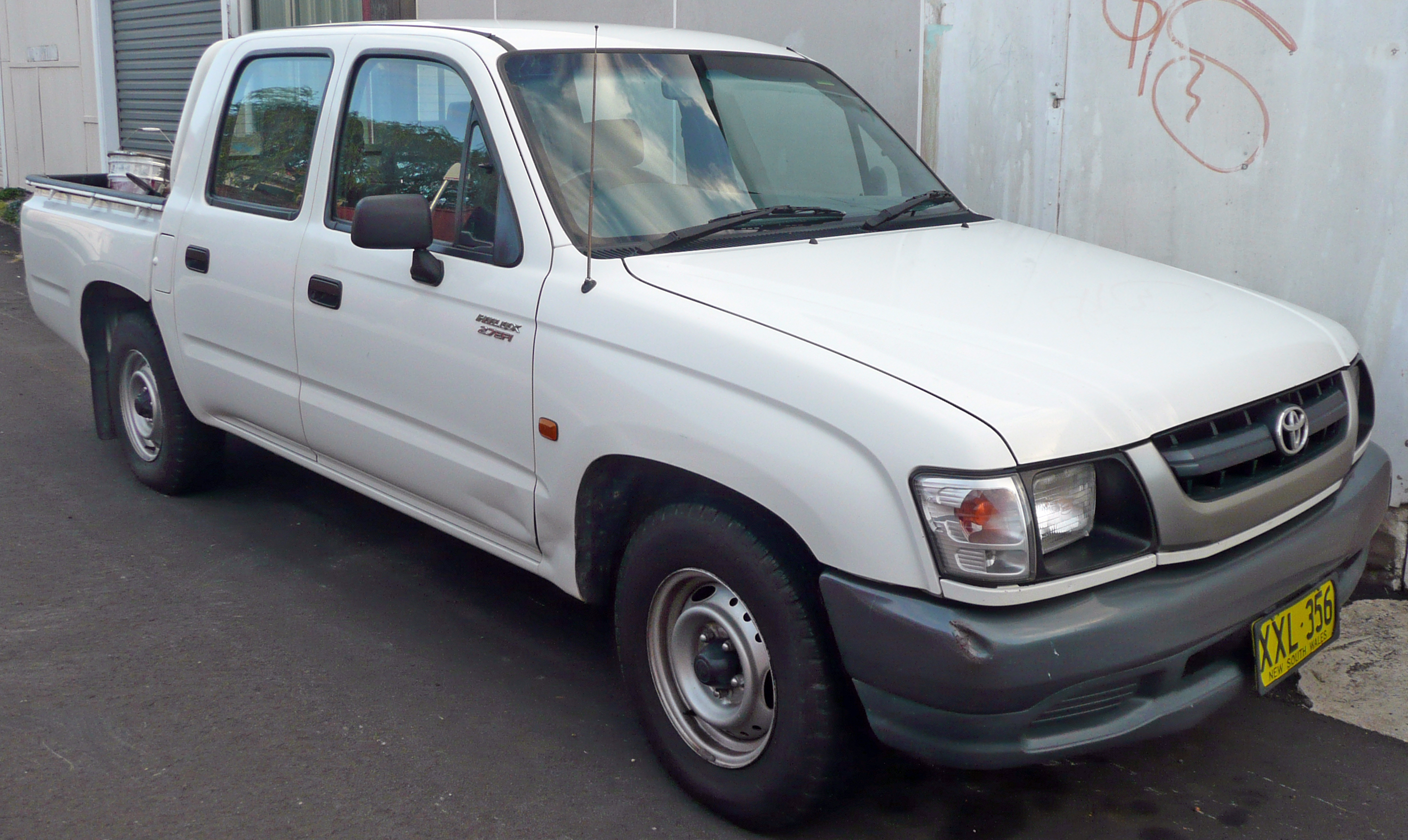
2001-2004 (RZN149R) SR5 أداة مساعدة ذات 4 أبواب (VZN167R)
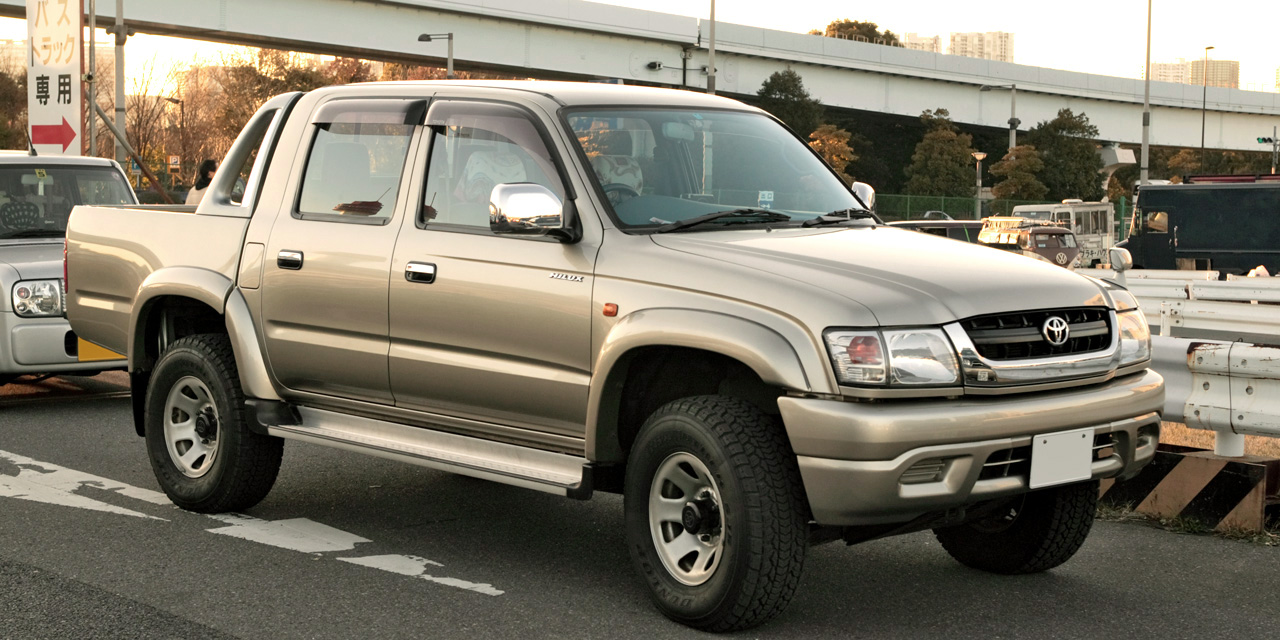
بيك آب بعد شد الوجه 4WD بكابينة عريضة رياضية 2.7 (RZN169H)
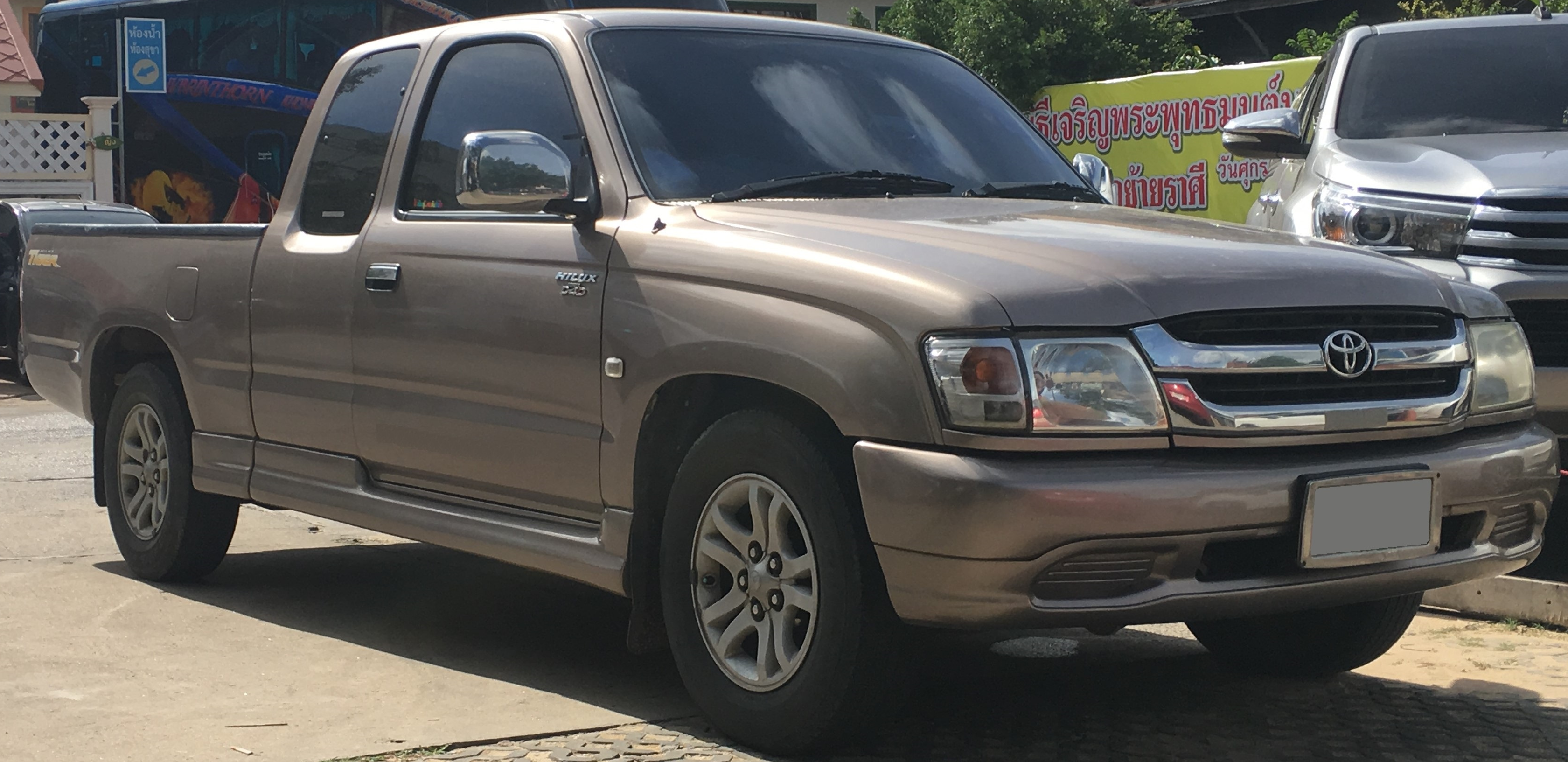
2003-2004 Pickup Extra cab 3.0 G Limited (KDN151)

حولت تويوتا إنتاجها من Hilux Mighty-X (الجيل الخامس) إلى Hilux Tiger (الجيل السادس) في أواخر التسعينيات وجعلتها مركز التصدير العالمي. مرت هيلوكس تايجر المصنوعة في تايلاند بالإصدارات التالية:
- 1998-1999: Hilux Tiger مع 3.0 محرك L 5L
- 2000-2001: Hilux Tiger مع 3.0 محرك L 5L-E EFI
- 2001: Hilux Tiger بمحرك 1KZ (قصير العمر واستبدل بمحرك D4D على الفور)
- أواخر عام 2001 - أواخر عام 2004: Hilux Tiger SportCruiser بمحرك D4D [22]

### هيلوكس سبورت رايدر

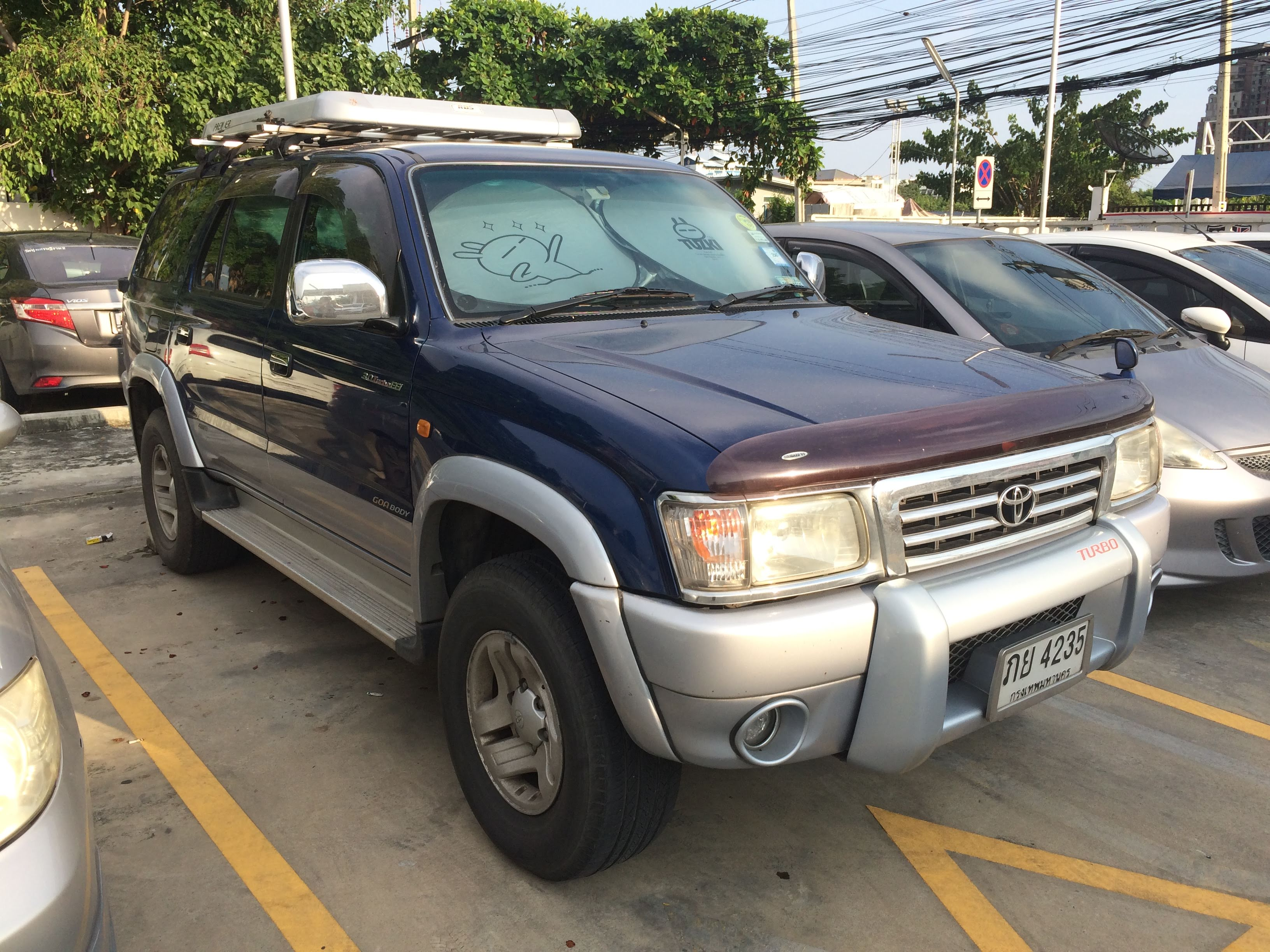
تويوتا هيلوكس سبورت رايدر

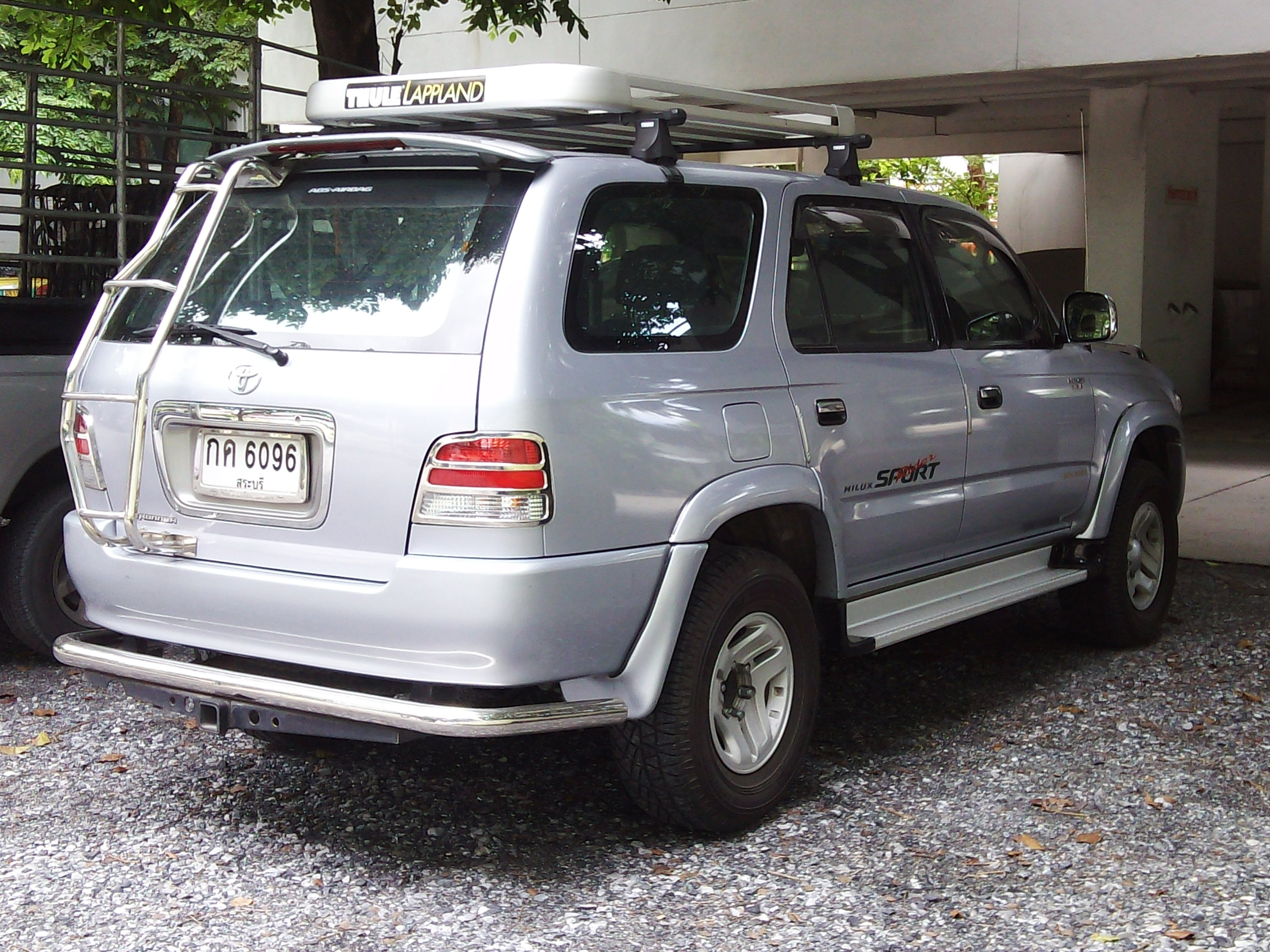
رؤية خلفية

قدمت تويوتا طراز SUV متوسط الحجم من هايلكس في عام 1998. تم بيع البديل المسمى Sport Rider في تايلاند فقط. استنادًا إلى طراز هايلكس، سواء من حيث الأسلوب أو الأسس، فهو مشابه في المفهوم لـ Toyota 4Runner - ومع ذلك، فإن Sport Rider ليست سيارة 4Runner. تم اشتقاق إطار نظام Sport Rider ونظام التعليق من طراز Hilux ، بما في ذلك نظام التعليق الأمامي المستقل والتعليق الخلفي المصراع. بدأت السيارات كشاحنات صغيرة بأربعة أبواب، ثم تم تعديلها إلى عربات عند وصولها إلى تايلاند من قبل شركة تاي أوتو وركس (وهي شركة مملوكة لأغلبية تايلاندية تمتلك تويوتا 20 سيارة. حصة في المئة). تم توزيع السيارات من قبل شركة تويوتا تسوشو تايلاند، مستورد رافعات شوكية تويوتا.
تضمنت خيارات المحرك لـ Sport Rider محرك 5L لطراز Prerunner (2WD) و 5L 5L-E لطرازات 4WD. في وقت لاحق ، تم تقديم محرك 1KZ-TE لطرازات الدفع الرباعي 2001 التي كانت تحتوي على مصباح ضباب مدمج في المصد الأمامي، وشهد عام 2002 وصول محركات جديدة - محرك 1KD-FTV لموديلات 4WD و 2KD-FTV لطراز Prerunner (2WD) و (4WD) مع مصد أمامي جديد ومصابيح أمامية جديدة على غرار جهاز العرض ومصابيح خلفية جديدة. أوقفت تويوتا إنتاج Sport Rider في عام 2004 واستبدلت بـ Toyota Fortuner في عام 2005.

#### المحركات
- 1998-2002: 2,986 سنتيمتر مكعب (3.0 ل) 5L-E I4 عمود الكامات العلوي  [لغات أخرى]‏ EFI ، 77 كيلوواط (105 PS؛ 103 حصان) عند 4000 دورة في الدقيقة 200 نيوتن لكل متر (150 قدم·رطل) عند 2600 دورة في الدقيقة
- 1998-2002: 2,986 سنتيمتر مكعب (3.0 ل) 5 لتر I4 ، 72 كيلوواط (98 PS؛ 97 حصان) عند 4000 دورة في الدقيقة 192 نيوتن لكل متر (142 قدم·رطل) عند 2400 دورة في الدقيقة (Prerunner)
- 2001-2002: 2,982 سنتيمتر مكعب (3.0 ل) 1KZ-TE I4 عمود الكامات العلوي  [لغات أخرى]‏ ، 92 كيلوواط (125 PS؛ 123 حصان) عند 3600 دورة في الدقيقة و 315 نيوتن لكل متر (232 قدم·رطل) عند 2000 دورة في الدقيقة
- 2002-2004: 2,982 سنتيمتر مكعب (3.0 ل) 1KD-FTV I4 عمود الكامات العلوي  [لغات أخرى]‏ ، 93 كيلوواط (126 PS؛ 125 حصان) عند 4800 دورة في الدقيقة و 315 نيوتن لكل متر (232 قدم·رطل) عند 1,800-2,600 دورة في الدقيقة
- 2002-2004: 2,494 سنتيمتر مكعب (2.5 ل) 2KD-FTV I4 عمود الكامات العلوي  [لغات أخرى]‏ ، 75 كيلوواط (102 PS؛ 101 حصان) عند 3600 دورة في الدقيقة و 260 نيوتن لكل متر (190 قدم·رطل) عند 1400 - 3400 دورة في الدقيقة

## الجيل السابع (AN10 ، AN20 ، AN30 ؛ 2004)
بدأ الجيل السابع من Hilux (المعين AN10 / AN20 / AN30)، وهو جزء من برنامج IMV ، الإنتاج في تايلاند خلال أغسطس 2004. تم إنتاج ثلاثة أنواع مختلفة من هياكل الشاحنات الصغيرة في البداية: كابينة مفردة ببابين (يشار إليها من قبل تويوتا باسم IMV1)، وكابينة Xtra ببابين (IMV2)، وكابينة مزدوجة بأربعة أبواب (IMV3). في سبتمبر 2008، قدمت تويوتا الكابينة الذكية، وهي ذات أربعة أبواب مع أبواب انتحارية خلفية مخفية. أنتج برنامج IMV أيضًا سيارة Toyota Innova (AN40) الميني فان (IMV4) وToyota Fortuner (AN50 / AN60) SUV (IMV5). الشاحنة الصغيرة من نوع Toyota Tacoma ، التي تم طرحها في فبراير 2004 لعام 2005، تعتمد على هيكل 4Runner ، بينما تعتمد AN10 / AN20 / AN30 Hilux على نسخة مجددة من إطار السلم الموجود في الإصدارات السابقة. ازداد حجم هايلكس وبدأ في تصنيفها على أنها شاحنة صغيرة متوسطة الحجم.
تم تصنيع وتجميع طرازات Hilux التي تم بيعها في الأسواق الآسيوية والأوروبية والشرق أوسطية والأوقيانوسية في تايلاند. في وقت لاحق، تم تفويض الإنتاج إلى ماليزيا وجنوب شرق آسيا من أجل زيادة المبيعات في تلك المناطق. في تايلاند، تسمى السيارة Hilux Vigo ، أو ببساطة Vigo. بالنسبة للأسواق الأوروبية الأخرى وجنوب إفريقيا، تم بناء Hilux في ديربان بجنوب إفريقيا. تم بيع Hiluxes في الأرجنتين والبرازيل في الأرجنتين، كما هو الحال مع الجيل السابق Hilux.
يحتوي طراز الكابينة المزدوجة على ناقل حركة أوتوماتيكي. يستخدم نفس المحرك الذي تستخدمه دول آسيوية أخرى (في الخط، 4 أسطوانات، 16 صمامًا، DOHC Turbo Diesel مع الحقن المباشر للقضيب المشترك)، لكن المحركات المستخدمة في ماليزيا تختلف في إنتاجها الأقصى البالغ 75 كيلوواط (102 PS؛ 101 حصان) عند 3600 دورة في الدقيقة وعزم دوران أقصى يبلغ 260 نيوتن لكل متر (192 رطل·قدم) عند 1600 - 2400 دورة في الدقيقة.
في سنغافورة، كانت هيلوكس متوفرة ككابينة واحدة بمحرك 2.5 لتر أو كابينة مزدوجة بمحرك 3.0 لتر.
من بين عملاء الأسطول البارزين مشغلي سيارات الأجرة الخاصين، الذين يوفر لهم طراز الكابينة المزدوجة تنوعًا إضافيًا في مساحة التحميل، وقوة شرطة سنغافورة، وقوة الشرطة الباكستانية، وقوة الشرطة السورية، وقوة الشرطة الملكية في بوتان؛ وكلها تستخدم هايلكس كسيارة دورية.
تم تقديم هذا الجيل من هيلوكس للأرجنتين في 2 مارس 2005 في بوينس آيرس مع إطلاق السوق في أبريل.
تم بيع هذا الجيل من هيلوكس أيضًا في فنلندا باسم TruckMasters OX بواسطة Truck Masters Finland. بسبب التعليق الخلفي المعدل، تم تسجيل الشاحنة في فنلندا كشاحنة خفيفة. كان OX متاحًا فقط مع محرك ديزل D-4D سعة 3.0 لتر.

### المحركات
- 2005 2.0 L بنزين VVT-i عمود الكامات العلوي  [لغات أخرى]‏ I4 (جنوب إفريقيا وإندونيسيا والشرق الأوسط)
- 2005 2.5 L ديزل D-4D عمود الكامات العلوي  [لغات أخرى]‏ I4 ، Turbodiesel 76 كيلوواط (103 PS؛ 102 حصان) - 107 كيلوواط (145 PS؛ 143 حصان) (آسيا، أوروبا، جنوب أفريقيا، أمريكا الجنوبية)
- 2005 2.7 L بنزين VVT-i عمود الكامات العلوي  [لغات أخرى]‏ I4 ، 119 كيلوواط (162 PS؛ 160 حصان) (أستراليا، شبه الجزيرة العربية، الفلبين، جنوب إفريقيا، فنزويلا)
- 2005 3.0 L الديزل D-4D عمود الكامات العلوي  [لغات أخرى]‏ I4 ، Turbodiesel ، المسار المشترك 16 صمام الحقن المباشر، 121 كيلوواط (165 PS؛ 162 حصان) (آسيا، جنوب إفريقيا، أمريكا الجنوبية، أستراليا، أوروبا). تم تصنيع هذا الإصدار في منشأة تويوتا في زارات، الأرجنتين.
- 2005 4.0 L بنزين VVT-i عمود الكامات العلوي  [لغات أخرى]‏ V6 ، 170 كيلوواط (231 PS؛ 228 حصان) - 176 كيلوواط (236 حصان) (أستراليا وجنوب إفريقيا وفنزويلا والصين)
- 2008 4.0 L سوبر تشارج DOHC V6 225 كيلوواط (306 PS؛ 302 حصان) (أستراليا فقط، TRD Hilux 4000S & 4000SL)

#### شد وجه الهايلوكس 2008
تم كشف النقاب عن نسخة محسنة من هايلكس من قبل موزعي تويوتا الماليزيين، UMW Toyota Motor ، في أغسطس 2008. طرحت تويوتا محركًا يسارًا Hilux Vigo في أغسطس 2008 بينما تم تقديم نموذج محسن على الجانب الأيمن في سبتمبر 2008. تم تقديم هذه النماذج المحسنة في الفلبين في أكتوبر 2008.
قدمت تويوتا أيضًا نظام وصول خلفي بأربعة أبواب يسمى «الكابينة الذكية» ليحل محل جميع طرازات Xtra Cab في درجتي E و G. تم تطوير طرازات الكابينة الذكية في تايلاند وتم بيعها فقط في السوق التايلاندية.

#### شد وجه الهايلوكس 2011
في 13 يوليو 2011، أعلنت تويوتا أن هايلكس ستتلقى عملية إعادة تصميم، بما في ذلك واجهة أمامية معاد تصميمها وتغييرات أخرى في التصميم الخارجي، وتغييرات في الداخل ومحرك ديزل جديد بشاحن توربيني مصنّف عند 144 حصان (107 كـو) و 253 رطل قدم (343 ن·م) من عزم الدوران، بالإضافة إلى استهلاك أقل للوقود مقارنة السابق. تم إطلاق هذا التحديث في البداية في تايلاند.

#### 2012 هايلكس فيجو تشامب
تم تقديم هيلوكس فيجو «تشامب» في تايلاند في أغسطس 2012 باعتباره «تغييرًا طفيفًا» هامًا مع تصميم أمامي جديد وتصميم داخلي مجدد لتعزيز الفخامة المتصورة. تم إعادة تصميم الجبهة من العمود A إلى الأمام. باستثناء الأبواب والسقف والباب الخلفي، كان كل شيء آخر جديدًا: واقيات جديدة، ومصابيح أمامية جديدة، ومصد جديد ، وغطاء محرك جديد ، وشبكة جديدة بثلاثة قضبان ، ومصابيح خلفية جديدة ، ومصد خلفي جديد ، وشارات جديدة. كانت هناك أيضًا مرايا جديدة وتصميمات عجلات معدنية جديدة. تتميز المقصورة الداخلية بتصميم جديد للوحة القيادة مع لوحة عدادات مركزية أفقية جديدة. تم تحسين الجودة المدركة من خلال اعتماد تشطيبات داكنة بشكل موحد مع تناسق ألوان أكبر في جميع أنحاء المقصورة الداخلية. يأتي إصدار Double Cab المتطور الآن مع مشغل DVD وكاميرا خلفية ووظيفة Bluetooth.
قام هذا التحديث الصغير بترقية معيار الانبعاث إلى Euro 4، وتحديث ناقل الحركة الأوتوماتيكي رباعي السرعات إلى خمس سرعات ، وتصنيف طاقة مُحسَّن للطراز سعة 3.0 لتر من 122 إلى 128 كيلوواط (166 إلى 174 PS؛ 164 إلى 172 حصان) ، زيادة عزم الدوران من 343 إلى 360 نيوتن لكل متر (253 إلى 266 قدم·رطل) الحركة الأوتوماتيكي بخمس سرعات ، وتم تقديم SmartCab Prerunner 4x2 مع ناقل حركة أوتوماتيكي. تضمنت التغييرات الأخرى نظام حقن وقود أكثر كفاءة وإضافة مسند رأس مركزي في المقعد الخلفي للكابينة المزدوجة.

## الجيل الثامن (AN120 ، AN130 ؛ 2015)
تم تقديم الجيل الثامن من Toyota Hilux رسميًا في وقت واحد في 21 مايو 2015 في بانكوك ، تايلاند وسيدني ، أستراليا. ومع ذلك ، كانت الشاحنة الصغيرة متاحة للبيع في صالات العرض اعتبارًا من أكتوبر ، بعد 5 أشهر من طرحها رسميًا.
كما تبنت أسواق تايلاند ولاوس وجنوب شرق آسيا وكمبوديا اسماً جديداً هو «تويوتا هيلوكس ريفو». تستخدم Hilux لغة التصميم "Keen Look" التي تم استخدامها بالفعل في تويوتا كورولا (E170) مع مصابيح أمامية لجهاز العرض و LED DRL (مصابيح نهارية). يستمر هذا التصميم في الداخل مع فتحات تكييف مماثلة وتصميم للواجهة المركزية. يمتلك هذا الجيل أول فرملة طارئة ذاتية القيادة من تويوتا (AEB).
تم الجمع بين محرك ESTEC GD الجديد سعة 2.4 لتر و 2.8 لتر و 2.5 لتر دينار كويتي مع محركات ديزل سعة 3.0 لتر ، مشتركة مع Fortuner وInnova ، مع ناقل حركة يدوي 5 أو 6 سرعات أو ناقل حركة أوتوماتيكي بـ 5 أو 6 سرعات مع تقنية التحول المتسلسل على التوالي. تم تقديم محرك GD سعة 2.8 لترًا في مايو 2015 في مؤتمر فيينا الدولي السادس والثلاثين للسيارات. عادت محركات البنزين سعة 2.0 لتر و 2.7 لتر و 4.0 لتر من الجيل السابق مع تحديث VVT-i المزدوج لزيادة القوة وعزم الدوران. في عام 2019، كشفت تويوتا عن خطط لإدخال EV HiLux في غضون ست سنوات.

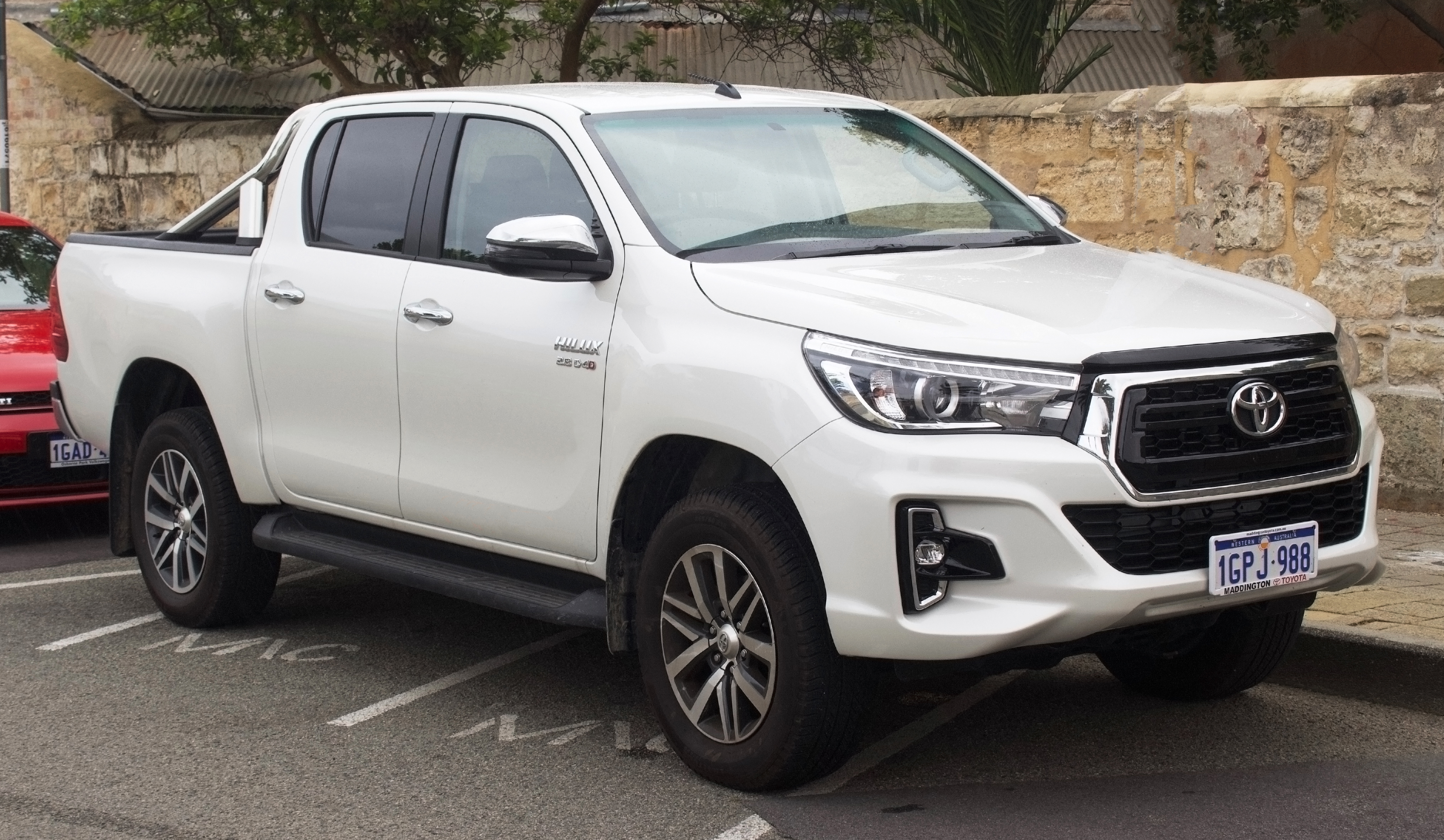
2017

مثل الجيل السابق ، تم بيع هذا الجيل أيضًا باسم TruckMasters OX في فنلندا بواسطة Truck Masters Finland منذ عام 2017. التعليق المعدل يعني أن الشاحنة مسجلة كشاحنة خفيفة في فنلندا ، مما يؤدي إلى خفض الضرائب.
أعيد تقديم هيلوكس في اليابان في 12 سبتمبر 2017، بعد 13 عامًا من التوقف. نظرًا لكونها شاحنة صغيرة متوسطة الحجم ، فإن Hilux تتجاوز اللوائح الحاكمة اليابانية لأبعاد حجم السيارة ، وبالتالي فإن المشترين اليابانيين يخضعون لضرائب أعلى مقارنة بسيارات الركاب. ومع ذلك ، تجاوزت الطلبات الأولية للسيارة 2000 في الشهر الأول من البيع. بالنسبة للسوق اليابانية ، يتم استيراد هايلكس من تايلاند ، مع تهيئة الدفع الرباعي ذات الكابينة المزدوجة فقط في مستويين من القطع "X" و "Z"، وكلاهما مزودان بمحرك 2GD-FTV سعة 2.4 لتر وناقل حركة أوتوماتيكي بـ 6 سرعات.
تم الكشف عن أول عملية إعادة تصميم هيلوكس ريفو في معرض تايلاند الدولي للسيارات الرابع والثلاثين في 30 نوفمبر 2017. تتميز بتصميم محدث للشبك الأمامي مشابه لسوق تاكوما في أمريكا الشمالية ومصد أمامي محدث مع مصابيح ضباب LED
تم تقديم نوع جديد في السوق التايلاندي يسمى "Hilux Revo Rocco". يحتوي Rocco على قضيب ممتص الصدمات الخلفي باللون الرمادي ، وعجلات معدنية مقاس 18 بوصة مع إطارات لجميع التضاريس ، وشريط رياضي أسود مع بطانة للسرير ، وشعار روكو ، وشبك أسود لامع ، وحواف معدنية سوداء على المقصورة الداخلية إلى جانب مجموعة عدادات معاد تصميمها. يظل المحرك وميزات الأمان في روكو دون تغيير.
تم تقديم الموديل المحسن في ماليزيا باسم Hilux L-Edition في عام 2018. في الفلبين ، تم تقديم نموذج شد الوجه في فبراير 2018. نموذج شد الوجه هذا متاح فقط لمتغير "Conquest" الجديد الأفضل.
في يونيو 2020، كشفت تويوتا عن عملية تجديد الوجه الثانية لسلسلة AN120 / 130 هيلوكس لأسواق جنوب شرق آسيا وأوروبا. تلقى الطراز الثاني لتحديث الوجه واجهات أمامية وخلفية معدلة مع مصابيح أمامية LED ومصابيح خلفية وعجلات معدنية مقاس 18 بوصة معاد تصميمها. بالنسبة للسوق التايلاندي ، تم تجهيز Hilux بنظام Toyota Safety Sense . تمت ترقية أرقام القوة وعزم الدوران لمحرك 1GD-FTV سعة 2.8 لتر إلى 204 حصان متري (150 كـو؛ 201 حصان) و 500 نيوتن لكل متر (369 رطلق·قدم).

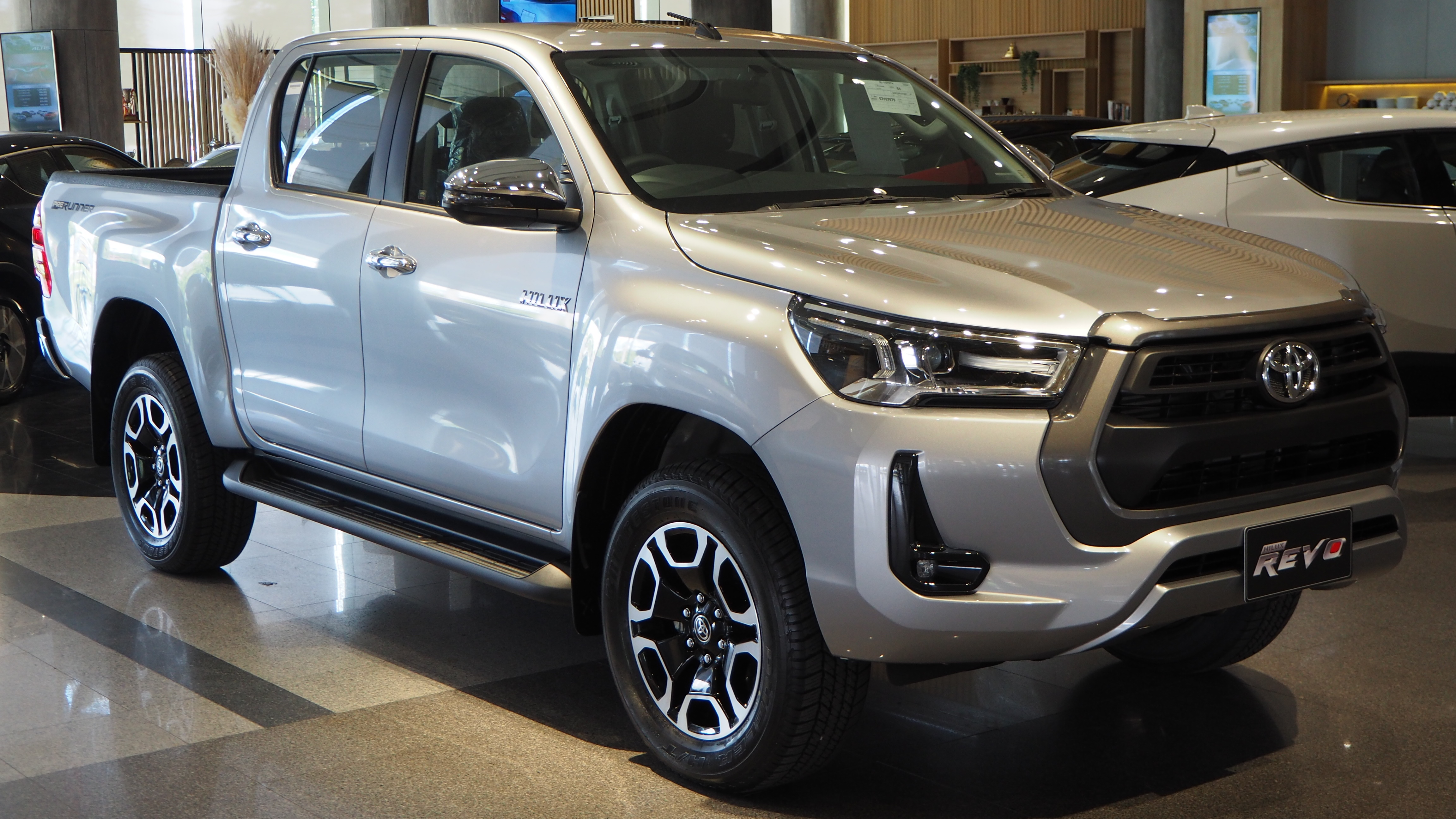
2020

| نموذج | محرك                                                        | الانتقال                                                          | قوة | عزم الدوران |
| ----- | ----------------------------------------------------------- | ----------------------------------------------------------------- | --- | --- |
| 2.0   | 2.0 بنزين L 1TR-FE مضمّن 4 محقون بالوقود مع نظام VVT-i مزدوج | يدوي 6 سرعات                                                      | 104 كيلوواط (139 حصان) عند 5500 دورة في الدقيقة                                                                   | 185 نيوتن لكل متر (136 رطل·قدم) عند 3800 دورة في الدقيقة                                                                                             |
| 2.0   | 2.0 بنزين L 1TR-FE مضمّن 4 محقون بالوقود مع نظام VVT-i مزدوج | 6 سرعات AC60E / AC60F أوتوماتيكي                                  | 104 كيلوواط (139 حصان) عند 5500 دورة في الدقيقة                                                                   | 185 نيوتن لكل متر (136 رطل·قدم) عند 3800 دورة في الدقيقة                                                                                             |
| 2.4   | 2.4 L 2GD-FTV ديزل خط مشترك 4 مع VNT                        | دليل 5 سرعات R151                                                 | 150 حصان (110 كـو) عند 3400 دورة في الدقيقة                                                                       | 343 نيوتن لكل متر (253 رطل·قدم) عند 1400 - 2800 دورة في الدقيقة                                                                                      |
| 2.4   | 2.4 L 2GD-FTV ديزل خط مشترك 4 مع VNT                        | دليل 6 سرعات RC60 / RC60F                                         | 150 حصان (110 كـو) عند 3400 دورة في الدقيقة                                                                       | 400 نيوتن لكل متر (300 رطل·قدم) عند 1600-2000 دورة في الدقيقة                                                                                        |
| 2.4   | 2.4 L 2GD-FTV ديزل خط مشترك 4 مع VNT                        | 6 سرعات AC60E / AC60F أوتوماتيكي                                  | 150 حصان (110 كـو) عند 3400 دورة في الدقيقة                                                                       | 400 نيوتن لكل متر (300 رطل·قدم) عند 1600-2000 دورة في الدقيقة                                                                                        |
| 2.5   | 2.5 L 2KD-FTV ديزل خط مشترك 4 بدون مبرد بيني                | دليل 5 سرعات R151                                                 | 102 حصان (76 كـو) عند 3600 دورة في الدقيقة                                                                        | 200 نيوتن لكل متر (150 رطل·قدم) عند 1600–3600 دورة في الدقيقة                                                                                        |
| 2.5   | 2.5 L 2KD-FTV ديزل خط مشترك 4 بدون مبرد بيني                | دليل 6 سرعات RC61                                                 | 102 حصان (76 كـو) عند 3600 دورة في الدقيقة                                                                        | 260 نيوتن لكل متر (190 رطل·قدم) عند 1,600 - 2,400 دورة في الدقيقة                                                                                    |
| 2.5   | 2.5 L 2KD-FTV ديزل خط مشترك 4 مع VNT                        | يدوي 6 سرعات                                                      | 144 حصان (107 كـو) عند 3400 دورة في الدقيقة                                                                       | 343 نيوتن لكل متر (253 رطل·قدم) عند دورة في الدقيقة                                                                                                  |
| 2.5   | 2.5 L 2KD-FTV ديزل خط مشترك 4 مع VNT                        | 5 سرعات A750F أوتوماتيكي                                          | 144 حصان (107 كـو) عند 3400 دورة في الدقيقة                                                                       | 343 نيوتن لكل متر (253 رطل·قدم) عند دورة في الدقيقة                                                                                                  |
| 2.7   | 2.7 بنزين L 2TR-FE مضمّن 4 بحقن الوقود مع نظام VVT-i مزدوج   | يدوي 6 سرعات                                                      | 120 كيلوواط (160 حصان) عند 5500 دورة في الدقيقة                                                                   | 246 نيوتن لكل متر (181 رطل·قدم) عند 3800 دورة في الدقيقة                                                                                             |
| 2.7   | 2.7 بنزين L 2TR-FE مضمّن 4 بحقن الوقود مع نظام VVT-i مزدوج   | 6 سرعات AC60E / AC60F أوتوماتيكي                                  | 120 كيلوواط (160 حصان) عند 5500 دورة في الدقيقة                                                                   | 246 نيوتن لكل متر (181 رطل·قدم) عند 3800 دورة في الدقيقة                                                                                             |
| 2.8   | 2.8 L 1GD-FTV ديزل خط مشترك 4 مع VNT                        | دليل 5 سرعات R151                                                 | 170 حصان (130 كـو)                                                                                                | 343 نيوتن لكل متر (253 رطل·قدم) عند 1,200–3,400 دورة في الدقيقة                                                                                      |
| 2.8   | 2.8 L 1GD-FTV ديزل خط مشترك 4 مع VNT                        | دليل 6 سرعات RC61 / دليل RC61F iMT (ناقل حركة يدوي ذكي) (تايلاند) | 177 حصان (132 كـو) عند 3400 دورة في الدقيقة <br /> (شد الوجه الثاني): 201 حصان (150 كـو) عند 3400 دورة في الدقيقة | 420 نيوتن لكل متر (310 رطل·قدم) عند 1400 - 2600 دورة في الدقيقة (شد الوجه الثاني): 420 نيوتن لكل متر (310 رطل·قدم) عند 1400 - 3400 دورة في الدقيقة   |
| 2.8   | 2.8 L 1GD-FTV ديزل خط مشترك 4 مع VNT                        | 6 سرعات ECT أوتوماتيكي                                            | 177 حصان (132 كـو) عند 3400 دورة في الدقيقة <br /> (شد الوجه الثاني): 201 حصان (150 كـو) عند 3400 دورة في الدقيقة | 450 نيوتن لكل متر (330 رطل·قدم) عند 1,600 - 2,400 دورة في الدقيقة (شد الوجه الثاني): 500 نيوتن لكل متر (370 رطل·قدم) عند 1600 - 2800 دورة في الدقيقة |
| 3.0   | 3.0 لتر 5 لتر مضمنة -4 ديزل يستنشق بشكل طبيعي               | دليل 5 سرعات                                                      | 95 حصان (71 كـو) عند 4000 دورة في الدقيقة                                                                         | 197 نيوتن لكل متر (145 قدم·رطل) عند 2200 دورة في الدقيقة                                                                                             |
| 3.0   | 3.0 L 1KD-FTV مضمنة -4 ديزل السكك الحديدية المشتركة مع VNT  | دليل 6 سرعات RC61                                                 | 163 حصان (122 كـو) عند 3400 دورة في الدقيقة                                                                       | 343 نيوتن لكل متر (253 رطل·قدم) عند 1,600–3,400 دورة في الدقيقة                                                                                      |
| 3.0   | 3.0 L 1KD-FTV مضمنة -4 ديزل السكك الحديدية المشتركة مع VNT  | 5 سرعات A750F أوتوماتيكي                                          | 163 حصان (122 كـو) عند 3400 دورة في الدقيقة                                                                       | 360 نيوتن لكل متر (270 رطل·قدم) عند دورة في الدقيقة                                                                                                  |
| 4.0   | 4.0 بنزين L 1GR-FE V6 بحقن الوقود مع VVT-i                  | دليل 6 سرعات RC61                                                 | 175 كيلوواط (235 حصان) عند 5200 دورة في الدقيقة                                                                   | 376 نيوتن لكل متر (277 رطل·قدم) عند 3700 دورة في الدقيقة                                                                                             |
| 4.0   | 4.0 بنزين L 1GR-FE V6 بحقن الوقود مع VVT-i                  | 6 سرعات AC60E / AC60F أوتوماتيكي                                  | 175 كيلوواط (235 حصان) عند 5200 دورة في الدقيقة                                                                   | 376 نيوتن لكل متر (277 رطل·قدم) عند 3700 دورة في الدقيقة                                                                                             |

### الإنتاج
| عام  | الإنتاج العالمي |
| ---- | --------------- |
| 1968 | 33708           |
| 1969 | 48,041          |
| 1970 | 69787           |
| 1971 | 77865           |
| 1972 | 79.523          |
| 1973 | 75541           |
| 1974 | 78727           |
| 1975 | 115466          |
| 1976 | 137101          |
| 1977 | 215.696         |
| 1978 | 224113          |
| 1979 | 237309          |
| 1980 | 306063          |
| 1981 | 302580          |
| 1982 | 333103          |
| 1983 | 345117          |
| 1984 | 432,871         |
| 1985 | 461253          |
| 1986 | 440905          |
| 1987 | 383,688         |
| 1988 | 394468          |
| 1989 | 374387          |
| 1990 | 362147          |
| 1991 | 344501          |
| 1992 | 387279          |
| 1993 | 405752          |
| 1994 | 425999          |
| 1995 | 384,571         |

| 1996 | 387,571 |
| 1997 | 351417  |
| 1998 | 353,340 |
| 1999 | 358793  |
| 2000 | 343646  |
| 2001 | 363354  |
| 2002 | 396013  |
| 2003 | 276172  |
| 2004 | 323625  |
| 2005 | 370191  |
| 2006 | 428,616 |
| 2007 | 508.132 |
| 2008 | 491702  |
| 2009 | 438,812 |
| 2010 | 548.889 |
| 2011 | 518274  |
| 2012 | 745303  |
| 2013 | 732661  |
| 2014 | 648930  |
| 2015 | 597899  |
| 2016 | 537474  |
| 2017 | 520742  |

## المبيعات
| تقويم سنوي | تايلاند | أستراليا | نيوزيلندا | الفلبين | جنوب أفريقيا | البرازيل | المكسيك |
| ---------- | ------- | -------- | --------- | ------- | ------------ | -------- | ------- |
| 2006       | 166358  | 36,885   |           |         |              |          |         |
| 2007       | 158348  | 42,009   |           |         |              |          |         |
| 2008       | 127,028 | 42956    |           |         |              |          |         |
| 2009       | 102,026 | 38457    |           |         |              |          |         |
| 2010       | 144190  | 39896    |           |         |              |          |         |
| 2011       | 121,887 | 36124    |           |         |              |          |         |
| 2012       | 233293  | 40646    |           |         |              |          |         |
| 2013       | 206,939 | 39,931   |           |         |              |          |         |
| 2014       | 144,693 | 38126    |           |         |              |          |         |
| 2015       | 120,112 | 35161    | 5,623     |         |              |          |         |
| 2016       | 120444  | 42104    | 6,187     | 12405   |              |          |         |
| 2017       | 109988  | 47,093   | 8,106     | 14688   | 36422        |          |         |
| 2018       | 150928  | 51705    | 8,086     | 18,237  | 40,022       | 39278    |         |
| 2019       | 165452  | 47759    | 7126      | 20,846  | 40934        | 40419    | 17654   |

### السمعة
غالبًا ما يتم وصف هيلوكس بأنها تتمتع بمستوى عالٍ من المتانة والموثوقية أثناء الاستخدام الكثيف المستمر أو حتى سوء الاستخدام.
زوي ويليامز وصفت 2015 هايلكس الذي لا يقهر X ك «الوحش» («تخيل نفسك في سيارة عادية، مع سيارة أخرى ضخمة مخيط إلى الخلف»)، و "معظم CO2<br /> CO2 لقد انبثقت من أي وقت مضى ، مع أقل ما أظهره من أجل ذلك "، بينما«الجزء الأكبر من الهندسة يجعل الأمر مثل ... قيادة مصعد تزلج.» 
تم تسليط الضوء على هذه السمعة في عدة حلقات من برنامج بي بي سي للسيارات Top Gear . في السلسلة 3 ، الحلقات 5 و 6، 190,000 ميل (305,775 كـم) 1988 ديزل N50 هيلوكس مع 190,000 ميل (305,775 كـم) على عداد المسافات لسوء المعاملة بشكل غير عادي بما في ذلك تركه على الشاطئ بسبب المد القادم ، وتركه على قمة مبنى حيث تم هدمه وإشعال النار فيه. تعرضت هيلوكس لأضرار هيكلية شديدة ، لكنها كانت لا تزال تعمل بعد إصلاحها باستخدام الأدوات النموذجية التي يمكن العثور عليها في صندوق أدوات الشاحنة. أصبحت سيارة هايلكس هذه إحدى الزخارف الخلفية في استوديو توب جير. في السلسلة اللاحقة 8 ، الحلقة 3، اختار جيريمي كلاركسون هيلوكس كمنصة لإنشاء مركبة برمائية (على الرغم من أنه بحلول نهاية تلك الحلقة فشلت هيلوكس في البدء)، وفي Top Gear: Polar Special Clarkson and James تسابق ماي موديل 2007 المعدّل خصيصًا هايلكس إلى القطب الشمالي المغناطيسي من شمال كندا - مما يجعل الشاحنة أول مركبة بمحرك تصل إلى القطب الشمالي المغناطيسي. تم تعديل مركبة طاقم الكاميرا من هذه الحلقة لاحقًا وقيادتها بالقرب من قمة بركان Eyjafjallajökull المنفجر من قبل جيمس ماي في السلسلة 15، الحلقة 1.
في عام 1999، ظهرت هيلوكس في سلسلة إعلانات تلفزيونية "Bugger" في نيوزيلندا وأستراليا. تم حظر الإعلانات في نيوزيلندا بعد تلقي 120 شكوى ولكن أعيدت لاحقًا.
تم تحقيق رقم قياسي عالمي من قبل طاقم الدعم للمشاركين في سباق القطب الجنوبي Amundsen Omega 3 لعام 2008/2009. سافر الطاقم في تويوتا هيلوكس معدلة خصيصًا بواسطة Arctic Trucks ، وأكملوا رحلة لأكثر من 5,000 كيلومتر (3,100 ميل) من نوفو ، المحطة العلمية الروسية في أنتاركتيكا إلى القطب الجنوبي الجغرافي والعودة مرة أخرى ، مما يجعلها أول 4 × 4s تصل إلى القطب الجنوبي. رحلة العودة 2,500 كيلومتر (1,600 ميل) من القطب الجنوبي إلى محطة نوفو في 8 أيام و 17 ساعة قياسية.
على الرغم من توقف إنتاج هايلكس في اليابان قبل عام 2017، إلا أنه تم استيرادها باللون الرمادي في جميع أنحاء المستوردين الخاصين. هذه الحقيقة ، جنبًا إلى جنب مع طلبات مستخدمي هايلكس الحاليين ، دفعت تويوتا لإحياء هيلوكس في اليابان بعد أن تم إيقافها قبل 13 عامًا.

### السباق
دخلت شاحنتان هيلوكس رالي داكار في عام 2012، أعدهما فريق إمبريال تويوتا في جنوب إفريقيا. حقق السائق جينيل دي فيلييه المركز الثالث في 2012 ، والمركز الثاني بشكل عام في 2013 ، والرابع في 2014 ، ومرة أخرى المركز الثاني في 2015 . ومع ذلك ، فقد تم تعديل هذه الإصدارات بشكل كبير غير إنتاجية مبنية حول هيكل أنبوبي مخصص للسباق فقط وباستخدام محرك تويوتا V8 سعة أكبر. منذ عام 2016، يتم تجهيز سباق داكار هيلوكس بواسطة Toyota Gazoo Racing WRT . حققت Giniel المركز الثالث معها في عام 2016، والخامس في عام 2017، والثالث في 2018، والمركز التاسع في عام 2019. جاء ناصر العطية في المركز الثاني في 2018، وفاز في رالي داكار 2019 ، وحقق أول فوز تويوتا على الإطلاق في رالي داكار. في رالي داكار 2020 ، تم إدخال ست سيارات هايلكس أعدتها شركة Gazoo Racing وتسع سيارات أخرى بواسطة Overdrive Racing.

### تستخدم من قبل الجماعات المسلحة
نظرا لقوة التحمل والاعتمادية، وتويوتا هايلكس، جنبا إلى جنب مع أكبر تويوتا لاند كروزر، وقد أصبحت ذات شعبية كبيرة بين المجموعات المسلحة في المناطق التي مزقتها الحرب باعتبارها التقنية. وفقًا لمحلل الإرهاب أندرو إكسوم، فإن هيلوكس هي «المكافئ في المركبات لبندقية AK-47 . إنها منتشرة في كل مكان لحرب المتمردين». استفسر مسؤولو مكافحة الإرهاب الأمريكيون من شركة تويوتا عن كيفية حصول الجماعة السلفية الجهادية المتطرفة على ما يبدو على أعداد كبيرة من سيارات تويوتا هايلوكس ولاند كروزر. قال مارك والاس، الرئيس التنفيذي لمشروع مكافحة التطرف: «للأسف ، أصبحت تويوتا لاند كروزر وهايلوكس جزءًا من علامة داعش التجارية تقريبًا».